# Liste der Straßen in Wüsten

Das Wüstener Wappen

Die Liste der Straßen in Wüsten führt alle Straßen des Bad Salzufler Ortsteils Wüsten im nordrhein-westfälischen Kreis Lippe in Deutschland.
Wüsten ist mit 18,62 Quadratkilometern der flächenmäßig größte Ortsteil Bad Salzuflens, der Ortsname steht für einen unbewohnten Wald, der sich in wüstem Zustand befindet, plattdeutsch „Woiste“.

## Geschichte

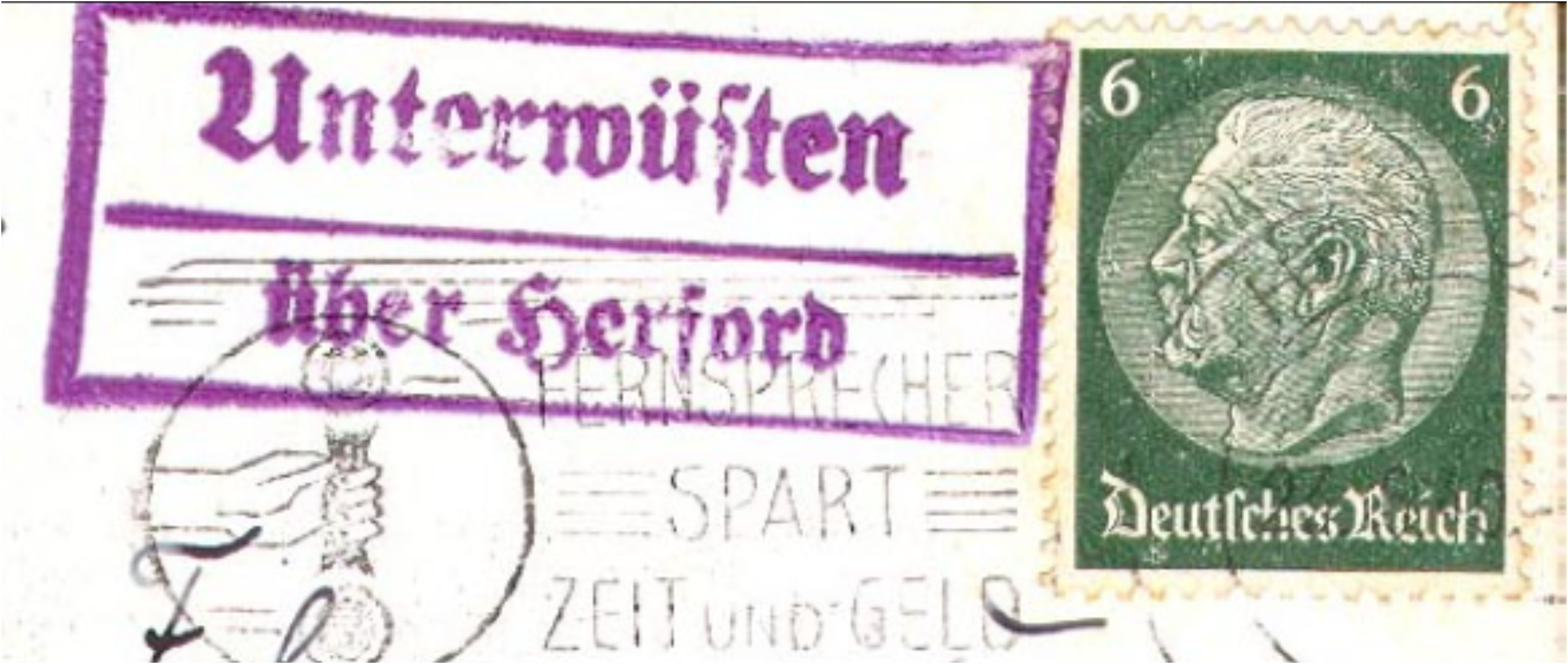
Posthilfstellenstempel Unterwüsten

Seit 1766 waren die Hofstätten in den Bauernschaften „Ober-“ und „Unterwüsten“ mit Hausnummern gekennzeichnet.
Zu „Oberwüsten“ gehörten die Wohnplätze ‚Bergkirchen‘, ‚Boberg‘, ‚Erdsiek‘, ‚Giershagen‘, ‚Hollenstein‘, ‚Hüttenstraße‘, ‚Kätchenort‘, ‚Kixmühle‘, ‚Krukenplatz‘, ‚Kuhlenholz‘, ‚Langestraße‘, ‚Lehmkuhle‘, ‚Müggenstraße‘, ‚Neuesdorf‘, ‚Pillenbruch‘, ‚Voßhagen‘ und ‚Wiensiek‘, zu „Unterwüsten“ die Wohnplätze ‚Altesdorf‘, ‚Birkenstraße‘, ‚Frettholz‘, ‚Glimke‘, ‚Hellerhausen‘‚ Krutheide‘, ‚Langenberg‘, ‚Loose‘, ‚Pehlen‘, ‚Salze‘, ‚Schwaghof‘, ‚Sundern‘, ‚Sunderschling‘, ‚Vierenberg‘ und ‚Waldemeine‘.
Im Jahr 1866 wurden die lippischen Chausseen vermessen, so auch die Gemeindechausseen im Amt Schötmar. Von der Gemeindechaussee Schötmar–Breden–Hollenstein–Voßhagen zu Oberwüsten im Erdsieke (1464,0 Ruthen von Schötmar (1 Ruthe ≈ 4,63 Meter)) ergaben sich folgende Entfernungen (Auswahl):
- 375,5 Ruthen bis Hetlands Stätte, westlich
- 385,5 Ruthen bis zur Schule Oberwüsten, westlich
- 516,5 Ruthen bis zum Spritzenhaus, westlich
- 547,5 Ruthen bis zur Dorfstraße nach der Schule und der Kirche (heute Jobsthardestraße), östlich
- 593,0 Ruthen bis zur Schmiede in Unterwüsten, westlich
- 622,0 Ruthen bis zum Anschluss an die Landeschaussee Salzuflen–Vlotho beim Nummernstein 3,25 + 16 Ruthen

Im Zuge der Zusammenlegung „Ober-“ und „Unterwüstens“ zur Gemeinde Wüsten am 1. April 1939, der Einführung erster Straßennamen in den 1950er Jahren und der Eingemeindung Wüstens zu Bad Salzuflen im Jahr 1969 entstanden die heutigen Straßennamen und Hausnummern.

## Straßen

### A

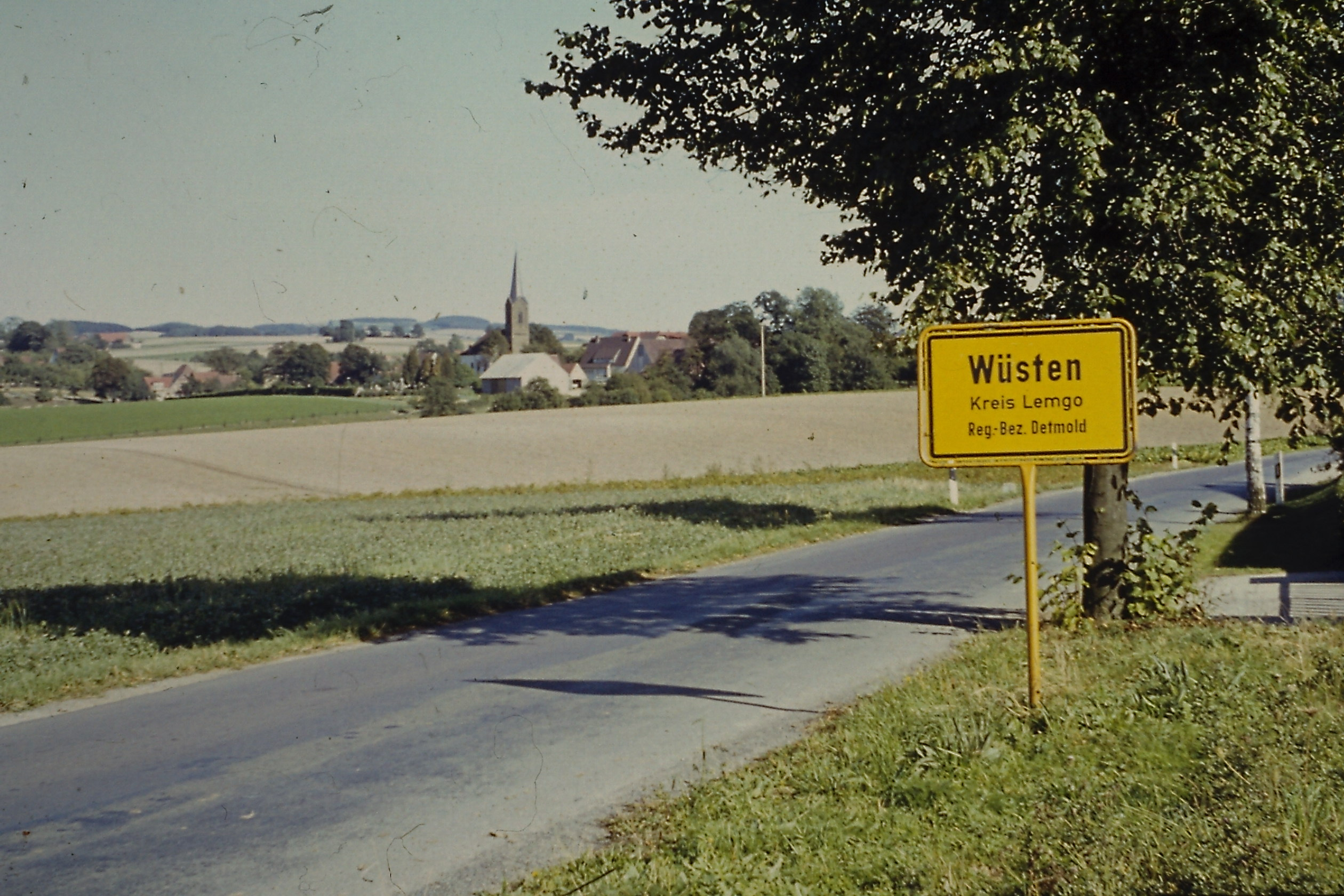
Ortstafel auf der Heide (1964)

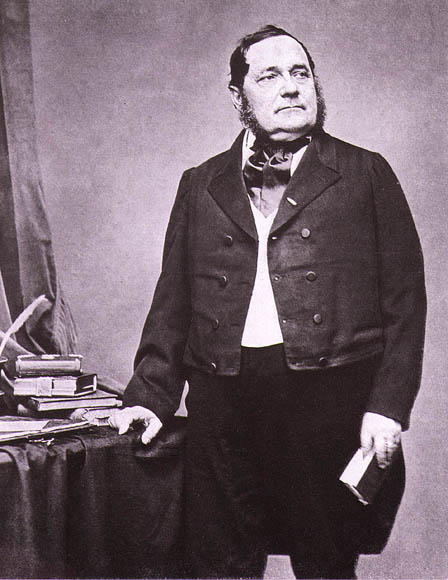
Adalbert Stifter
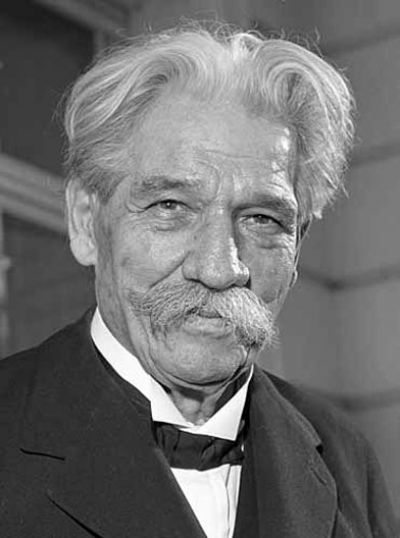
Albert Schweitzer

- Benannt nach dem österreichischen Schriftsteller, Lyriker, Maler und Pädagogen Adalbert Stifter (1805–1868), einer der bedeutendsten Autoren des Biedermeiers
- – verbindet Roseggerweg und Steinweg
- Hausnummern: 1 bis 22

- Benannt nach dem deutsch-französischen Arzt, Philosophen, evangelischen Theologen, Organisten und Pazifisten Albert Schweitzer (1875–1965)
- – verbindet Steinweg und Stiftweg
- Hausnummern: 2 bis 21

- Die Straße durch das ehemalige „Alte Dorf“ im Bereich der heutigen Abzweigung Vlothoer Straße/Alte Dorfstraße bis zum Kätchenort
- – verbindet Vlothoer Straße und Kätchenort; nach ‚Nr. 9‘ Berkenstraße links abzweigend; Tempo-30-Zone
- Hausnummern: 1 bis 21
  - Nr. 03: ehemals „Unterwüsten 28“, 1590 erstmals erwähnt
    - die Torbogeninschrift des Bauernhauses lautet Erbaut von August Dethard und seiner Mutter Wilhelmine geb Winter aus Spork am 16 Juli 1893
    - die Torbogeninschrift des Kötterhauses lautet ANNO 1730 DEN 8 JULIUS HAT HANS HENRICH SCHOCKMANN UND ANNA ELISABETH KRUGERS DIES HAUS LASSEN BAUEN PS CXXVII WO DER HERR NICHT DAS HAUS BAUET SO ARBEITEN UMSONST DIE DARAN BAUEN  M(eister) BEREND PRUSENER  I.W.S.H.WTD.DN

  - Nr. 07: ehemals „Unterwüsten 41“
    - die Inschrift des Torbogens lautet ANO 1783 DEN 28 JUNIUS HABEN BERND HENRICH SCHALCK UND ANNA ILSABEIN WIECHMANS DIESES HAUS AUFBAUEN LASSEN WIE ES IHRE SELIGE ELTERN JOH HENR OBERKROME UND ANNA MARIA ELIES STURHANEN BEY IHREN LEBEN NOCH ANGEORDNET HABEN. AN GOTTES SEGEN IST ALLES GELEGEN  – M(eister) HERRN DEPPE

  - Nr. 12: ehemals „Unterwüsten 38“

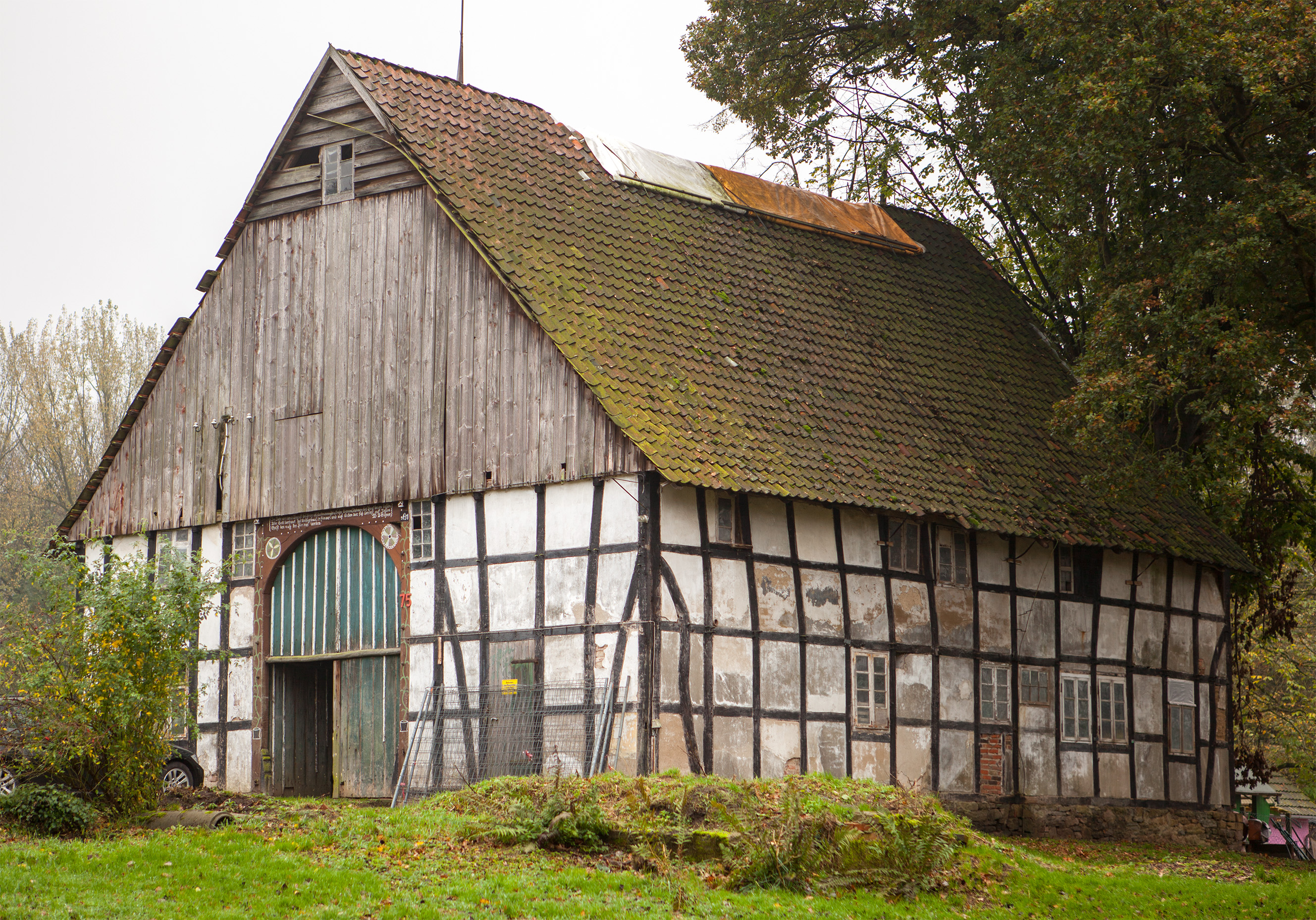
„Auf der Heide 75“

    - die Torbogeninschrift lautet IM JAHR 1839 HAT ALBERT KLEINE UND SCHARLOTTE KLUKHUHN AUS EHRSEN DIESES HAUS LASSEN BAUEN. WIR BAUEN HÄUSER UND PALASTE UND SIND DOCH HIER NUR FREMDE GESTE. WOHL DEM DER IN DER HIMMELSTADT EINE SCHONE WOHNUNG HAT.   / MD MARTEN

  - Nr. 15: ehemals „Unterwüsten 34“, heute Bautischlerei/Zimmerei „Berkemeier“
    - die Torbogeninschrift lautet Anno 1778 den 15 Augustus haben Hans Henrich und Anna Maria Ilsab Frodermans und ihr Sohn Johann Jobst Meyse dieses Haus bauen lassen. Fange alles mit Gott an. M(eister) Jobst Brinkmeyer

  - Nr. 17: ehemals „Unterwüsten 25“
    - die Inschrift des Torbogens lautet ANNO 1759 DEN 16 JUNIUS JOHAN BERNDT MEISE UND ANNA MARRIA ILSABEIN EGERS HABEN DIS HAUS LASSEN BAUEN. WER GOTT VERTRAUT HAT WOHL GEBAUT  – D.M.S.H.

  - Nr. 19: ehemals „Unterwüsten 30“
    - die Torbogeninschrift lautet ANNO 1812 DEN 6 JULIUS HAT HERRN HENRICH MEISE UND ANNA SAFIA PECHERS DIESES HAUS LASSEN BAUEN. MIT GOTT GERET DER ANFANG WOL FOR ENDE MAN GOT DENCKEN SOL  – M(eister) HANS HERRN PRUSNER

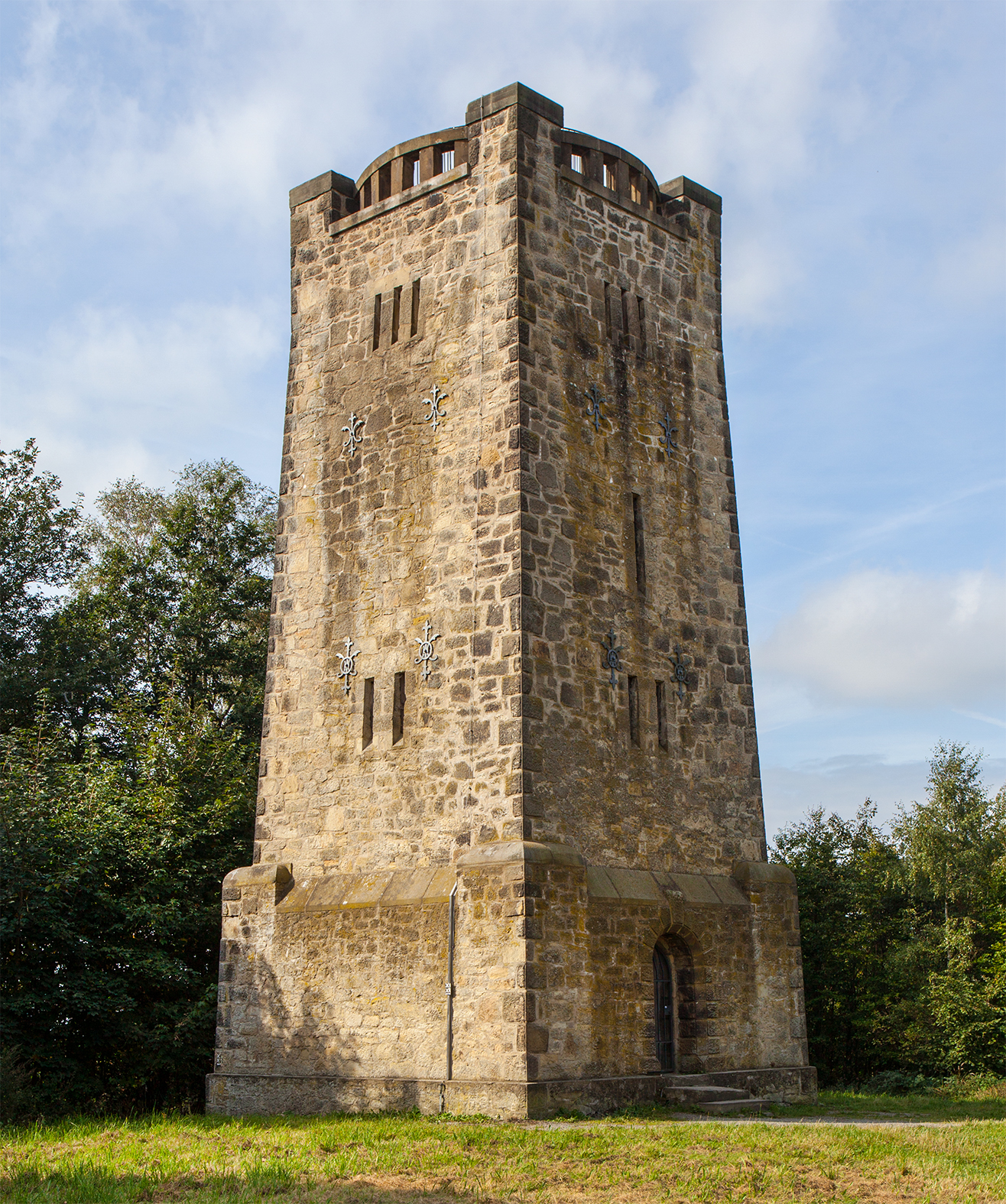
Bismarckturm

- Benannt nach dem nahen, 1900 erbauten Bismarckturm auf dem Vierenberg
- – nach ‚Nr. 37a‘ von Neue Dorfstraße als Sackgasse links abzweigend
- Hausnummern: 1 bis 18

 – ehemals 
- – verbindet Salzufler Straße und Steinkuhlenstraße; nach ‚Nr. 3‘ Roseggerweg links abzweigend
- Hausnummern: 1 bis 16

 – ehemals 

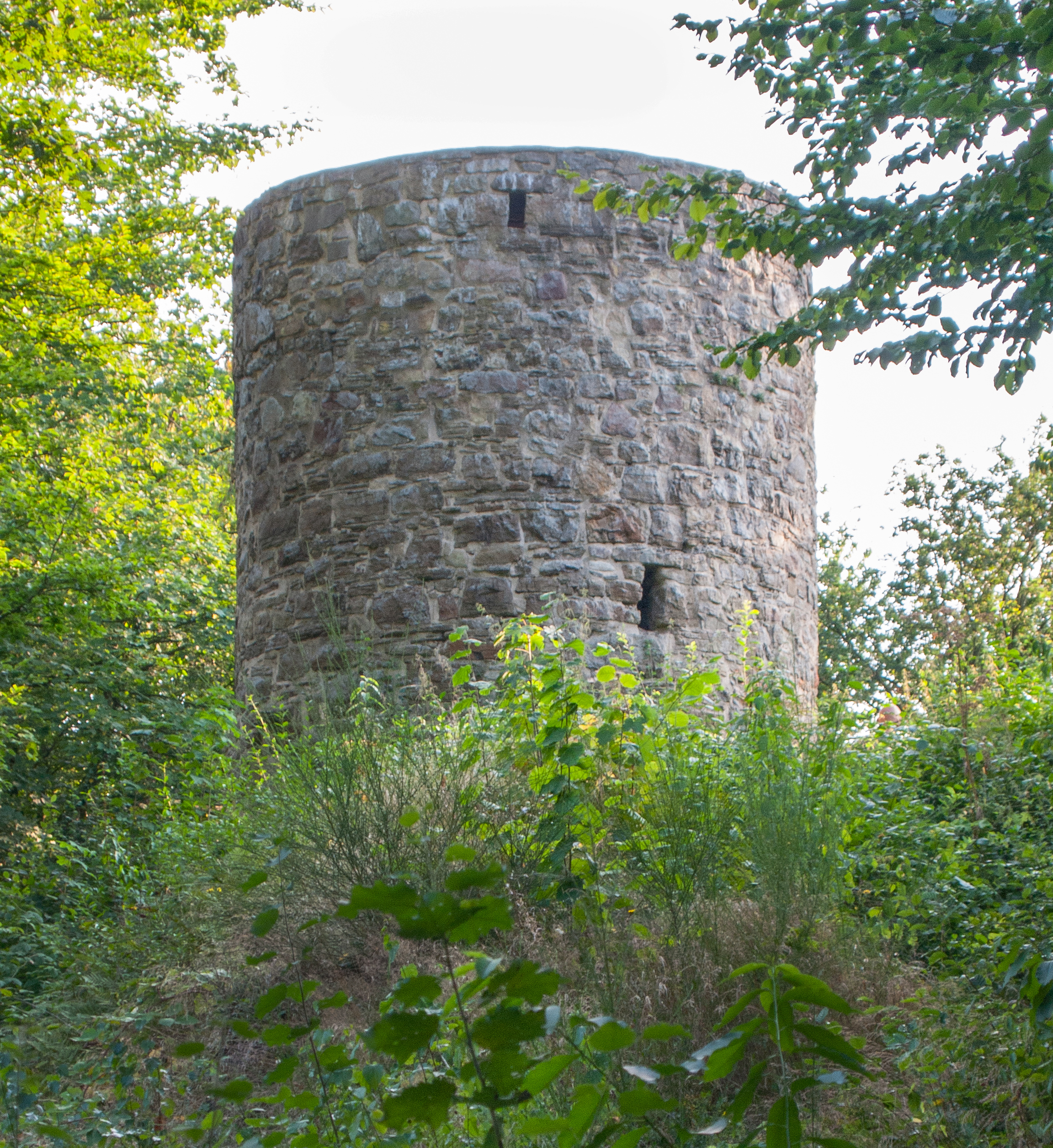
Stumpfer Turm

- Benannt nach dem nahen Stumpfen Turm (15. Jh.), ein Wartturm an der Salzufler Landwehr
- – nach ‚Nr. 2‘ von Im Frettholz als Sackgasse rechts abzweigend
- Hausnummern: 2 bis 8

- Benannt nach der deutschen Schriftstellerin und Komponistin Annette von Droste-Hülshoff (1797–1848)
- – nach ‚Nr. 17‘ vom Steinweg links abzweigend; durchlässige Sackgasse für Fußgänger und Radfahrer Richtung Langenbergstraße und Stiftweg
- Hausnummern: 2 bis 16

 – ehemals 
- – verbindet die Wüstener Ortsmitte (Kirchheider-, Salzufler- und Vlothoer Straße) mit Hellerhauser Straße, Loose- und Waldemeinestraße; Oberer Steinbecker Weg (l) und Steinweg (l, nach ‚Nr. 21‘) abzweigend
- Hausnummern: 2 bis 95
  - bei Nr. 2:  Turmstation der Stadtwerke Bad Salzuflen
  - Nr. 19: ehemals „Unterwüsten 79“
    - die Torbogeninschrift lautet Anno 1870/71 haben Otto August Göhner u Luise Göhner geb. Meise dieses Haus bauen lassen. Wer Gott vertraut hat wohlgebaut im Himmel und auf Erden, wer sich verlest auf Jesum Christ dem muß der Himmel werden
    - am „kleinen Eingang“ lautet die Inschrift Wer durch die Thür geht aus und ein der soll daran erinnert sein daß unser Heiland Jesu Christ die rechte Thür zum Himmel ist

  - Nr. 30: ehemals „Unterwüsten 85“
    - die Inschrift des Torbogens lautete Bete und arbeite. Ehre sei Gott in der Höhe. Anno 1881 den 23 ten April hat Heinrich Deppe und seine Ehefrau Henriette Schuttkästing dies Haus bauen lassen. Der Herr behüte deinen Ausgang und Eingang von nun an bis in Ewigkeit. Der Herr lasse seine Augen offenstehen über dies Haus Tag und Nacht.

  - Nr. 31: ehemals „Unterwüsten 36“
    - die Torbogeninschrift des Bauernhauses lautet Im Jahre 1877 den 3 August hat Heinrich Stuckmann und sein Sohn Siemon Stuckmann dieses Haus bauen lassen Wer Gott vertraut hat wohlgebaut im Himmel und auf Erden, wer sich verlest auf Jesum Christ den muß der Himmel werden  – M. A. Göhner
    - der Torbogen der inzwischen abgerissenen Leibzucht zeigte die Inschrift Im Jahr 1854 hat Johann Heinrich Meise und Anna Margaretha Stuckmann dieses Haus lassen bauen durch M. H. H. Prüsner. Befiel den Hern deine Wege und hoffe auf ihn er wird es wohl machen. Gott mit uns.

  - Nr. 34: ehemals „Unterwüsten 40“
    - die Torbogeninschrift lautet YM JAHR 1873 DEN 20 JUNI HAT BERND AUGUST ALTROGE UND KAROLINE WILHELMINE STRATEMAN DIESES HAUS LASSEN BAUEN: WER ZU DIESER THÜR GEHET AUS UND EIN DER SOL DARRAN ERRINNERD SEIN DAS UNSER HEILAND JESUS KRISTDIE RECHTE THÜR ZUM HIMMEL IST.  – M. F. PRÜSZNER

  - Nr. 37: ehemals „Unterwüsten 56“; das Haus war Sitz einer Seitenlinie der hier aussterbenden Herren von Exter, die hier auch zur Sicherung der Grenze tätig waren
    - die Inschrift des „Jägerhauses“ über dem Torbogen lautet Anno 1730 den 12 Julius hat Simon Diederich von Exter und Anna Ilsabein Scheipers dieses Haus lassen bauen durch M.I.B. Limberg[6]

- - Nr. 39: ehemals Unterwüsten 55
    - die Torbogeninschrift lautet ANNO 1834 DEN 24 JUNIUS HAB JOHAN FRIEDERRICH BERND MEISE UND SEINE FRAU ANNA LOISE TIELKEN DIESES HAUS LASSEN BAU UNSERE HÜLFE STEHT IM NAMEN DES HERRN DER HIMMEL UND ERDE GEMA  – GOTT ALLEIN DIE EHR

  - Nr. 42: ehemals „Unterwüsten 55“, dann „Heide 39“
  - Bei Nr. 54: → siehe Hauptartikel „Baudenkmal Meierjohann’sche Quellen“
  - Nr. 75: → siehe Hauptartikel „Baudenkmal Auf der Heide 75“
  - Nr. 77: „Stratemanns Hof“, ehemals „Unterwüsten 36“[4]
  - Bei Nr. 79: → siehe Hauptartikel „Baudenkmal Thiesmeiersche und Meiersche Quellen“
  - Bei Nr. 79: → siehe Hauptartikel „Baudenkmal Windmühlenstumpf“
  - Nr. 91: „Lambrachts Hof“, ehemals „Unterwüsten 40“
    - Die Inschrift des Torbogens lautet IM JAHR 1873 DEN 20 JUNI HAT BERND AUGUST ALTROGGE UND KAROLINE WILHELMINE STRATEMAN DIESES HAUS LASSEN BAUEN. WER ZU DIESER THÜR GEHET AUS UND EIN DER SOL DARRAN ERINNERD SEIN, DAS UNSER HEILAND JESUS KRIST DIE RECHTE THÜR ZUM HIMMEL IST.  M.F. PRÜSZNER[6]
- Nördlich der Straße Auf der Heide liegt das 2005 ausgewiesene, 29,32 Hektar große Landschaftsschutzgebiet „Wüstener Bach“

- – zwischen Vlothoer- und Kirchheider Straße
- keine Hausnummern; das Parkgelände um das Kriegerdenkmal wurde im Frühjahr 2024 zu Ehren des Wüstener Kommunisten und Antifaschisten August Dingersen (1885–1964) benannt.[7][8]

### B

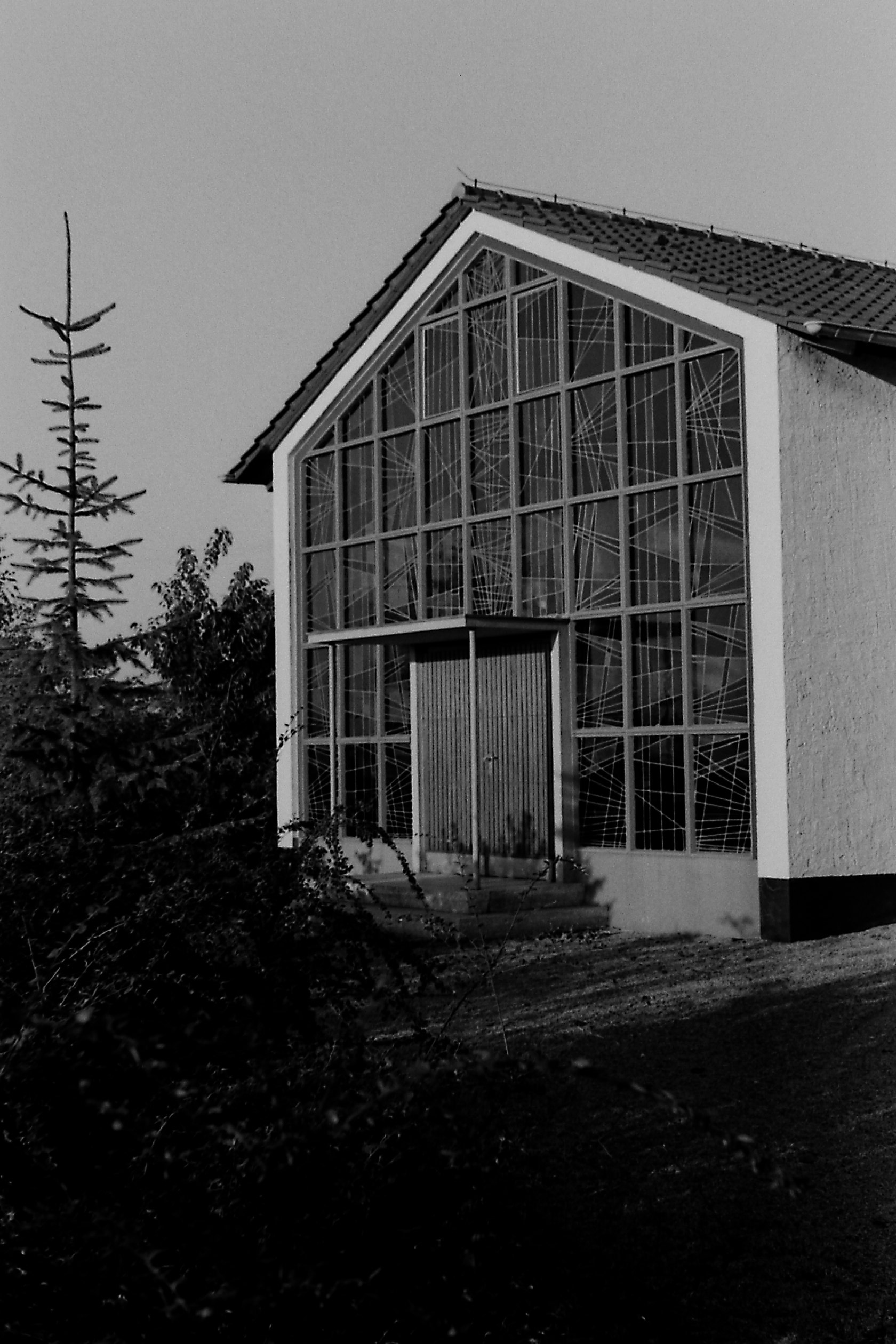
Trauerhalle auf Neuem Friedhof (1965)

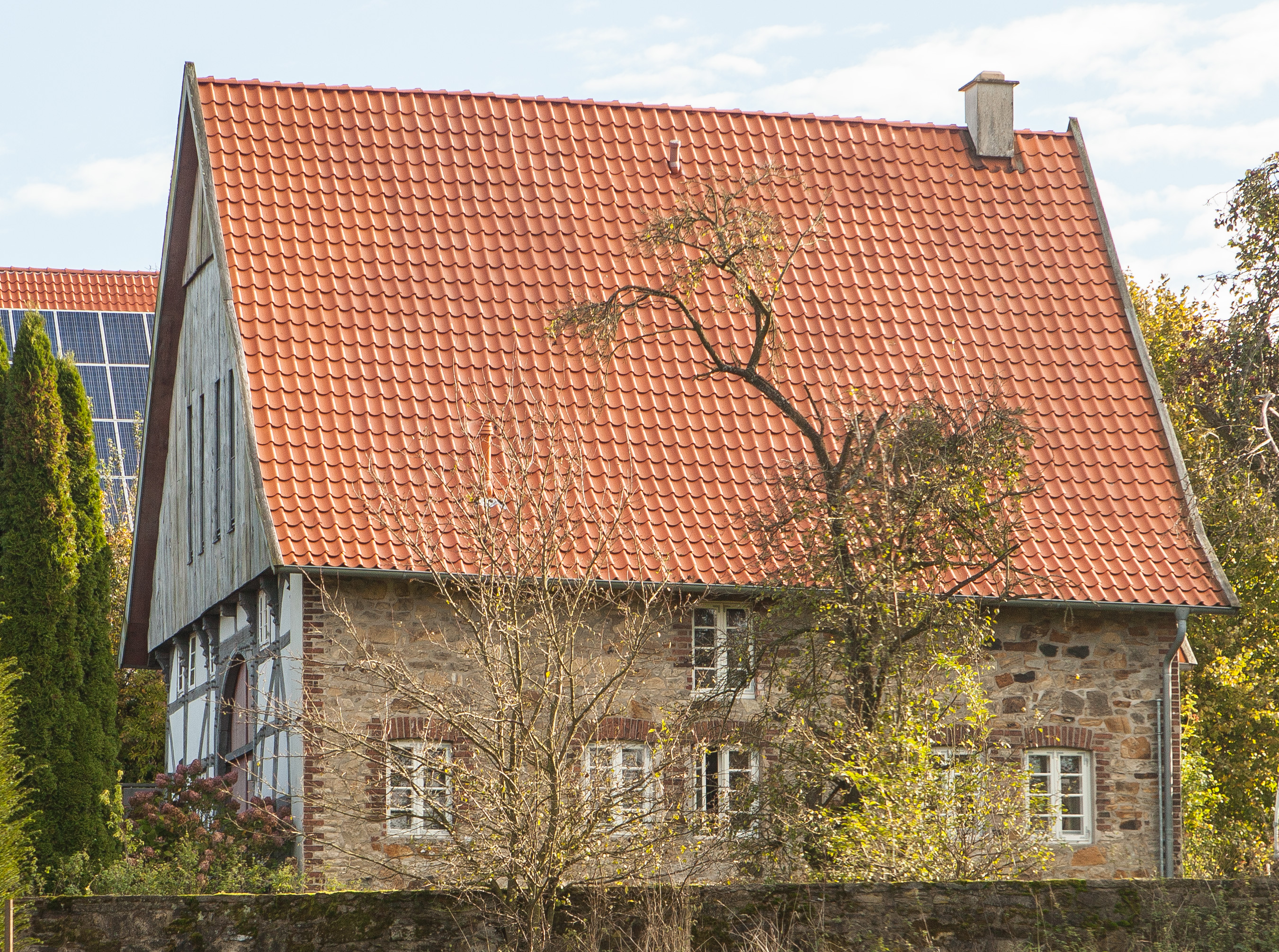
„Bieberstraße 1a“

- – zweigt von Alte Dorfstraße ab; durchlässige Sackgasse für Fußgänger und Radfahrer Richtung Kätchenort und Vlothoer Straße
- Hausnummern: 1 bis 16
  - Nr. 01: ehemaliges „Haus Albert“, „Unterwüsten 73“, dann „Altes Dorf 5“
  - Nr. 11: „Neuer Freidhof“
  - Nr. 16: Hof „Lütkepohl oder Berkemeier“, ehemals „Unterwüsten 54“
    - die Torbogeninschrift der Leibzucht lautet „JOHANN HENDERRIG DRAKES LUTKEPOL UND ELIESABETH TIELKEN HABEN DIESES HAUS LASSEN BAUEN DEN 13 JULIUS 1822“

- – verbindet Kirchheider Straße (vor ‚Nr. 11‘) und Pillenbrucher Straße (zwischen ‚Nr. 49‘ und ‚Nr. 51‘)
- Hausnummern: 1, 1a und 2
  - Nr. 1: ehemals „Oberwüsten 36“
    - die Torbogeninschrift lautete IM JAHRE 1865 DEN 12 AUGUST HAT DER WITWER MÜGGE UND DER ANERBE FRANZ HENRICH KIXMÖLLER DIESES HAUS MIT GOTTES HÜLFE BAUEN LASSEN • NUN MEIN GOTT BIN ICH ZUFRIEDEN MIT DEM MIR BESTIMMTEN TEIL WELCHEN DU MIR HAST BESCHIEDEN ALLES DIENT ZU MEINEM HEIL. DARUM WILL ICH DIR VERTRAUEN UND AUF DEINE HÜLFE BAUEN

  - Nr. 1a: ehemals „Oberwüsten 42“; → siehe Hauptartikel „Baudenkmal Bieberstraße 1a“; erbaut 1663

### G
- Benannt nach den Sprachwissenschaftlern und Volkskundlern Jacob (1785–1863) und Wilhelm Grimm (1786–1859); die Brüder Grimm gelten gemeinsam mit Karl Lachmann und Georg Friedrich Benecke als „Gründungsväter“ der Germanistik.
- – verbindet als Einbahnstraße die Albert-Schweitzer-Straße mit dem Stiftweg
- Hausnummern: 1
  - Nr. 1: „Kindertagesstätte der AWO“

- Benannt nach der bei Pillenbruch entspringenden und in die Salze mündenden „Glimke“, auch „Glimbach“ genannt
- – Kreisstraße  K 36 , verbindet Vlothoer Straße mit Hellerhauser Straße; Hellerhausen (l) und Glimke (dreimal) abzweigend
  - Nr. 3: ehemals „Hof Hüdepohl“, „Unterwüsten 17“
    - die Torbogeninschrift des Bauernhauses lautet ANNO 1809 DEN 11 JULIUS HABEN JOHAN JOBST BROCKMEIER UND ANNA KATTRINA HÜDEPOLS DIESES HAUS LASSEN BAUEN  WER ALLES MIT GOTT ANFANGT DER REGIERET WEISE WER CHRISTI NACHFOLGER IST UND HELT SEINE GEBOTTE DER WIRD SELICH WER GOTT VERTRAUT HAT WOLGEBAUET IM HIMMEL UND AUF ERDEN ·M·Y·H·H / R·R·S
    - die Inschrift über dem Nebeneingang lautet ICH LIEGE UND SCHLAFE GANS MIT FRIEDEN DEN DU ALLEIN NUER HILFEST MIR D(as)I(ch). S(icher). W(o)H(ne)
    - die Torbogeninschrift der Leibzucht lautet ANNO 1820 DEN 6 MAY HABEN JOHAN JOBST BROCKMEIER UND ANNAKATTRINA HUDEPOLS HABEN DIESES HAUS LASSE BAUEN. ORA ET LA BORA DURCH BAU M BEINER
    - die Inschrift am Kötterhaus lautet ANNO 1810 DEN 11 SEPTEMBER HAT JOHAN JOBST BROCKMEIER UND ANNA KATRINE HUDEPOLS DIESES HAUS LASSEN BAUEN[6]

- Benannt nach der bei Pillenbruch entspringenden und in die Salze mündenden „Glimke“, auch „Glimbach“ genannt
- – zweigt dreimal als Sackgasse von der Glimbachstraße ab
- Hausnummern: 1 bis 4a
  - Nr. 2: → siehe Hauptartikel „Baudenkmal Glimke 2“
  - Nr. 2b: → siehe Hauptartikel „Baudenkmal Glimke 2b“
  - Nr. 4: ehemals „Lambert upper Glymbecke“ bzw. „Lambrachts Hof“, „Unterwüsten 20“, heute „Hofanlage Bobe“. Bei der Volkszählung im Jahre 1609 wurde der Hof erstmals erwähnt.
    - die Inschriften am Bauernhaus lauten ANNO 1760 DEN 2 JULIUS HAT JOHAN TÖNST LAMBRACHT U ANNA CATHRINA MEYSEN DIESES HAUS LASSEN BAUEN. GOTT BEWAHRE DIESES HAUS UND ALLE DIE DA GEHEN EIN UND AUS.  MEYSTER BARTOLDT MÖLLER. – IM JAHR 1836 HAT F LAMBRACHT UND DESSEN EHEFRAU WILHELMINE SCHALKS DIESEN BA VOLENDEN LAS  D D M J BRUNE
    - die Inschrift am Heuerlingshaus lautet ANNO 1814 D 21 JUNI HAT JOHAN TÖNS LAMBRACHT UND HANNA SCHARLOT FRIEDERIEKE DUS AUS ESEN DIESES HAUS LASSEN BAUEN DURCH D M  H KRUTMEIER[4][6]

- Benannt nach der bei Pillenbruch entspringenden und in die Salze mündenden „Glimke“, auch „Glimbach“ genannt
- – zweigt von Gustav-Schalk-Straße und Hellerhauser Straße nach dem Vlothoer Ortsteil „Eichholz“ ab
- entlang der Glimketraße ist das Naturschutzgebiet Glimketal (LIP-040) ausgewiesen[9]

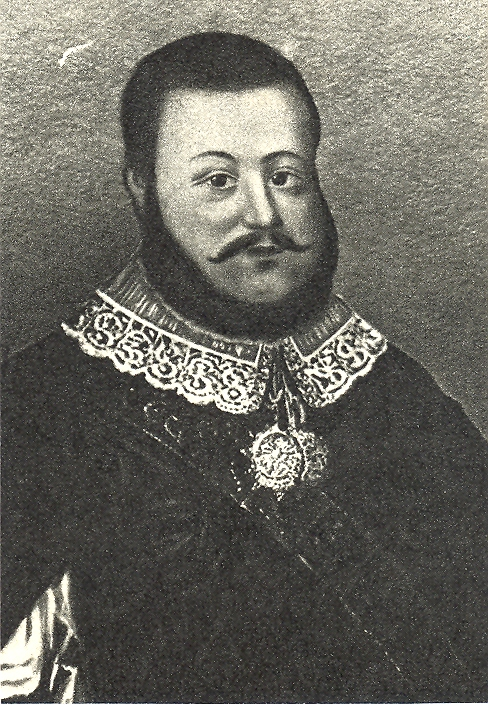
Graf Simon VII.

 – ehemals 
- Benannt nach dem Landesherrn der reformierten Grafschaft Lippe-Detmold, Simon VII. (* 30. Dezember 1587 auf Schloss Brake bei Lemgo; † 26. März 1627 in Detmold); er stiftete 1620 die evangelisch-reformierte Kirche zu Wüsten
- – von der Jobsthardestraße gegenüber Nr. 1 abzweigend; Küsterweg gegenüber ‚Nr. 4‘ abzweigend
- Hausnummern: 2, 4 und 6

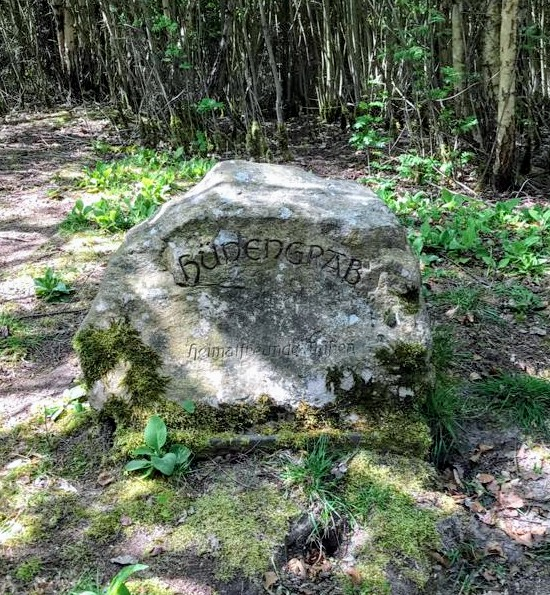
Beim Hünengrab
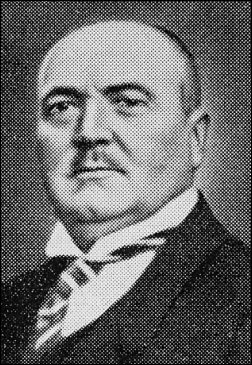
Gustav Schalk (1930)

- Benannt nach dem in Unterwüsten geborenen Gustav Schalk (1874–1930), später Diplom-Landwirt, Bürgermeister von Unterwüsten, Landtagsabgeordneter, Gutsbesitzer und Erfinder.[10]
- – Kreisstraße  K 35 , verbindet Hellerhauser Straße und Glimkestraße mit Vlothoer Straße, Pehlen und der zu Vlotho gehörenden Salzufler Straße; Sundern zweimal nach links abzweigend
- Hausnummern: 1 bis 20
  - Nr. 1: erbaut 1613
  - bei Nr. 1:  OWL Verkehr-Haltestelle „Glimke“
  - bei Nr. 8:  OWL Verkehr-Haltestelle „Engelke“
  - bei Nr. 18:  OWL Verkehr-Haltestelle „Becker“
  - vor Nr. 105: Abzweig zum Hünengrab in „Schalks Busch“
  - nach Nr. 109:  OWL Verkehr-Haltestelle „Pehlen“
- im Bereich Gustav-Schalk-Straße: → siehe Hauptartikel „Baudenkmal Landesgrenzsteine“

### H

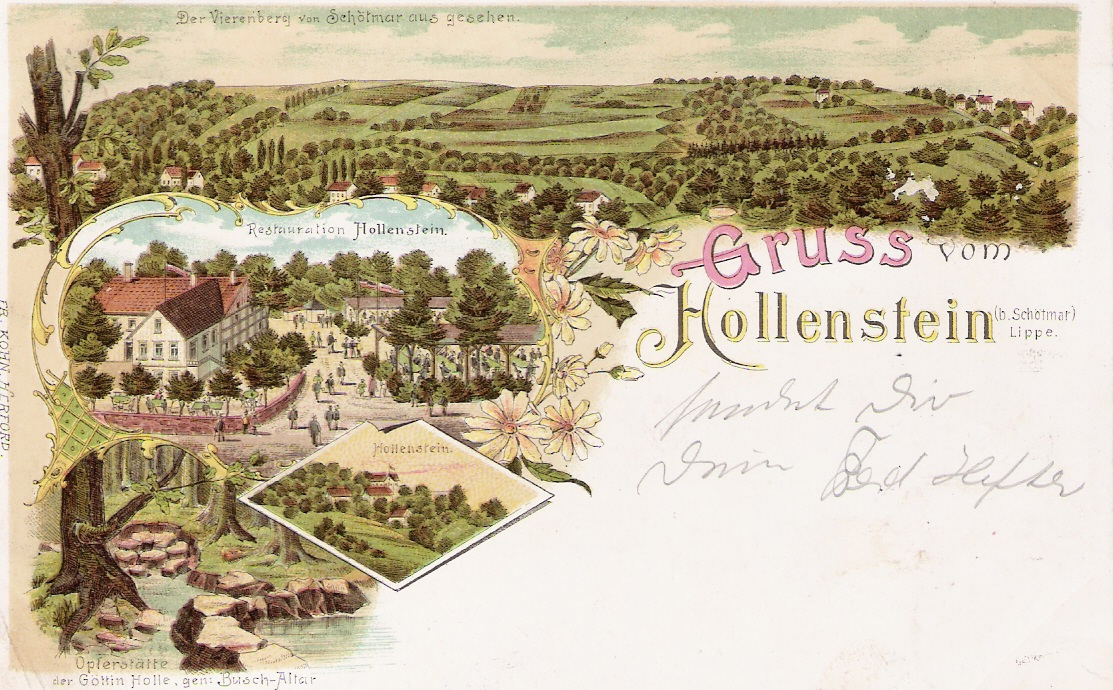
Alte Ansichtskarte vom Hollenstein

– ehemals 
- – von Im Frettholz abzweigende Sackgasse
- Hausnummern: 1 bis 9

- Benannt nach ehemals „Hed(d)erhusen“ und „Hedderhausen“, dem wohl ältesten bewohnten Wüstener Flecken Hellerhausen
- – verbindet Hellerhauser Straße und Glimbachstraße
- Hausnummern: 1 bis 5
  - Nr. 1: ehemals „Unterwüsten 5“, bereits 1324 genannt; nach der Abgabepflicht an die Herren „De Wendt“ auf Varenholz war der Hof seit 1541 „den von Saltzufflen“ eigen
    - die Inschrift über der Deelentür lautet ANNO 1696 DEN 9 JUNI GOTT BEWAR DIS HAUS UND ALLE DIE DAR EIN UND AUSGEHEN WO DER HERR NICHT DAS HAUS BAUET SO ARBEITEN UMSONST DIE DARAN BAUEN. WER NUR DEN LIEBEN GOTT LÄSST WALTEN UND HOFFET AUF IHN ALLE ZEIT DEN WIRD ER WUNDERLICH ERHALTEN DURCH ALLE NOT UND TRAURIGKEIT WER GOTT VERTRAUT HAT NICHT AUF SAND GEBAUT.
    - die Inschrift auf der Rückwand ist nur lückenhaft vorhanden und lautet: 1823 DEN 4 JUNI HAT JOHANN JOBST THIES UND ANNA MARIE LOUISE MEYER JOHANN DIESES HAUS LASSEN BAUEN. – DA ICH DEN HERRN SUCHTE ANTWORTETE ER MIR UND ERRETTETE MICH AUS ALLER MEINER FURCHT. SCHMECKT UND SEHET WIE FREUNDLICH DER HERR IST WOHL DEM DER AUF IHN TRAUET. PS.34  M JOHAN BERND DEPPE
    - die Inschrift der abgebrannten Leibzucht lautete: ANNO 1767 DEN 6 JUL HABEN JOHAN HEINRICH MEYER UND ANNA SOPHIA MÖLLERS DIESES HAUS BAUEN LASSEN. DER SEGEN GOTTES HAT GEMCHT DAS DIESER BAU ZUSTAND GEBRACHT. NUN LAS UNS HERR ZU DEINEM RUHM HIER WOHNEN ALS DEIN EIGENTUM.  M JOST BRINCKMEYER[6]

  - Nr. 2: ehemals „Unterwüsten 7“, Sparbroeth/Sparbrodt-Hof, mit eigener Mühle an der Glimke
    - die Inschrift über dem Torbogen des Bauernhauses lautet ANNO 1827 DEN 30TEN JUNIUS HABEN JOHAN JOPST PHILIP SPARBRODT CAROLINE LOUISE WELLNERT DIESES HAUS BAUEN DURCH M(eister) J.H.B.DEPPE – N. 266 DENNOCH BLEIB ICH STETS AN DIR, MEIN ERLÖSER, MEIN VERGNÜGEN. MICH VERLANGET DORT UND HIER NUR AN DEINER BRUST ZU LIEGEN. MEINES LEBENS SCHÖNSTE ZIER, WEIL ICH BLEIBE STETS AN DIR. REIZE MICH, MEIN FLEISCH UND BLUT, MEIN JESUM ZU ERFASSEN, SO BEKOMM ICH FRISCHEN MUT, IHN NOCH VESTER ANZUFASSEN.
    - Die Inschrift der abgebrannten Mühle lautete: ANNO 1785 D 13 JULI HABEN CHRISTOF KUNNEN UND LOUISE KATARINA SCHWASMEIER DIESES MULHAUS BAUEN LASSEN  M.S.B.M.

  - Nr. 3: ehemals „Unterwüsten 14“
    - die ursprüngliche Torbogeninschrift wurde durch einen Brand im Jahr 1948 vernichtet, die neue Inschrift lautet „1843 Wenn du im Dienst des Nächsten deine Pflicht wirst tun wird auch Gottes Segen auf deiner Arbeit ruhn 1948“

  - Nr. 5: der „Hof Meiger Henke“ wird bereits 1324 als Lehnsgut des Stifts Herford genannt und ist seit 1333 in der Familie; ehemals „Unterwüsten 4“
    - die Torbogeninschrift des Deeleneingangs lautete ANNO 1816 DEN 4TEN JULIUS HAT FRIEDERICH PHILIP SPAHBRODT UND ANNA MARIA LOISA MEIER JOHANS DIESE HAUS LASSEN BAUEN. SALMON 24. CAP. VER. 3. DURCH WEISHEIT WIRD EIN HAUS GEBAUT, DURCH VERSTAND ERHALTEN, DURCH ORDENTLICH HAUSHALTEN WERDEN DIE KAMMERN VOL ALLER KÖSTLICHEN LIEBLICHEN REICHTÜMER  – M.H.PRUSNERSZ[4]
    - am Gartengiebel ist WER BIN ICH HERR UND WAS IST MEIN HAUS, DASZ DU MICH BIS HIERHER GEBRACHT HAST. ICH WAR NICHT WERTH ALLER BARMHERZIGKEIT UND TREUE, DIE DU MIR ERZEIGTEST zu lesen.
    - die Inschrift der Leibzucht lautet ANNO 1706 DEN 12 JUNIUS MEIERER JOHAN UND ANNA LISABET MOLER HABN DIS HAUSTZ BAWEN LASSEN. M(eister) BERNDT PRISNERSZ – ALLE DIE DA GEHEN EIN UND AUS DER HERR BEHÜTE DIESES HAUS 
    - die Inschrift des inzwischen abgerissenen Kötterhauses lautete: ANNO 1803 D. 16. JUNI HABEN FRIEDRICH PHILIP SPARBRODT UND ANNA MARI LOWISE MEYER JOHAN DIES HAUS BAUEN LASSEN. BEFIEL DEM HERRN DEINE WEGE UND HOFFE AUF IHN, ER WIRDS WOHL MACHEN  M.J.B.M.[6]

  - südlich Nr. 5: Motorsportgelände des MSC Wüsten

- Benannt nach ehemals „Hed(d)erhusen“ und „Hedderhausen“, dem wohl ältesten bewohnten Wüstener Flecken
- – Kreisstraße  K 35 , verbindet Auf der Heide, Loosestraße und Waldemeinestraße mit Glimbachstraße und Gustav-Schalk-Straße; Hellerhausen abzweigend
- vor Abzweig nach Hellerhausen:  OWL Verkehr-Haltestelle „Hellerhausen“
- überführt kurz vor dem Ortsteil Glimke die ab hier die Gemeinde-/Kreisgrenze bildende Glimke
- nördlich und südlich der Hellerhauser Straße ist das Naturschutzgebiet Glimketal (LIP-040) ausgewiesen

 – ehemals 
- – Landesstraße  L 805 , verbindet die von Schötmar kommende Heldmannstraße mit der Kirchheider Straße; Vierenbergstraße (l) und Römerweg (r) abzweigend
- Hausnummern: 1 bis 14
  - Nr. 1: ehemals „Oberwüsten 77“; ehemaliges Lehrerhaus der Plögerschule, an anderen Standort versetzt
    - die Inschrift des 1851 erbauten Hauses lautet: SIEHE WIE FEIN LIEBLICH IST ES, DAß BRÜDER EINTRÄCHTIG BEI EINANDER WOHNEN, DENN DASELBST VERHEIßT DER HERR SEGEN UND LEBEN IMMER UND EWIGLICH. ES SEGNE UNS GOTT UND ALLE WELT FÜRCHTE IHN.[6]

  - Nr. 7: Bergrestaurant Hollenstein
  - Nr. 8: ehemals „Oberwüsten 74“; hier befand sich die Plögerschule, eine im Rahmen der Erweckungsbewegung 1851 gegründete evangelisch-lutherische Privatschule, die später nach Bergkirchen verlegt wurde
    - eine Steininschrift lautet „Jesus Christus spricht. Lasset die Kindlein zu mir kommen und wehret ihnen nicht, denn solches ist das Reich Gottes“ (Ps. 124.8)[6]

  - Nr. 9: ehemals „Oberwüsten 54“
    - die Torbogeninschrift lautet „De Rechdtferdige lewedt sines Gelowens“ = „Der Gerechte wird seines Glaubens leben“ (Röm. 1, 17)

  - nach Nr. 11:  OWL Verkehr-Haltestelle „Kirchheider Straße“
- Der von Herford herführende Hansaweg (  X9  ) verläuft auf einem Teil der Straße und dann weiter über den Römerweg bis nach Hameln

- – von Vierenbergstraße nach links abzweigend; durchlässige Sackgasse für Fußgänger und Radfahrer Richtung dem Fahrweg zum Bismarckturm
- Hausnummern: 1 bis 3
  - Nr. 1 und 3: ehemals „Oberwüsten 43“
    - die Torbogeninschriften lauten ANNO 1663 DEN 22 JULIUS HAT HAN DEPPE UND SEINE HAUSFRAW GESCHE MOLLER DIS HAUS LASSEN BAUWEN HENRICH M HANS MOLLER“ und „IM JAHRE 1855 DEN 20 JANUA HAT HANS BERND KRUMME DIESES HAUS LASSEN BAUEN DURCH M(eister) F.PR(ussner) WACHEN UND BATEN UND ARBEITEN UND NEUE GEDULD FASSEN VERTREIBT DIE BÖSEN EINBILDUNG SEHET DAS REICH GOTTES IST IN EUCH

 – ehemals 
- – verbindet Unterer Steinbecker Weg mit Im Frettholz
- Hausnummern: 1 bis 12

- – zweigt als Sackgasse nach links von der Pillenbrucher Straße ab
- Hausnummern: 1 bis 3
  - Nr. 3: „Hofanlage Pecher“, ehemals Oberwüsten 13, dann Wüsten 266[3]
- Im Bereich Hüttenstraße liegt das 2005 ausgewiesene, 4,24 Hektar große Landschaftsschutzgebiet „Siek bei Wüsten-Kätchenort“

### I
– ehemals 
- – verbindet Kätchenort mit Im Wiesengrund; Poststraße (r) und Im Winkel (r) abzweigend
- Hausnummern: 1 bis 33
- Nördlich liegt das 2005 ausgewiesene, 4,24 Hektar große Landschaftsschutzgebiet „Siek bei Wüsten-Kätchenort“

- Benannt nach „Frit“ bzw. „Fredde“ für „Gebüsch“, insbesondere Buchenholz; heute ist das Frettholz ein Teil der Siedlung Waldemeine
- – zweigt gegenüber ‚Nr. 27a‘ nach rechts von der Waldemeinestraße ab; Am Stumpfen Turm (r), Hudeweg (l), Hasenpfad (r), Quellenstraße (l) und Teichstraße (l) abzweigend
- Hausnummern: 1a bis 30

 – ehemals 
- – verbindet Pillenbrucher Straße mit Im Freien Feld, ab ‚Nr. 8‘ Sackgasse
- Hausnummern: 1 bis 16a

 – ehemals 
- – zweigt vor Im Freien Feld Nr. 20 als Sackgasse nach rechts ab
- Hausnummern: 1 bis 4

### J
- Benannt nach Johann Barthold Jobstharde (* 17. Juli 1797 in Unterwüsten;[11] † 5. Juni 1858 ebenda), Begründer der Erweckungsbewegung in Lippe[12]
- – verbindet als Einbahnstraße die Kirchheider Straße mit der Vlothoer Straße; Graf-Simon-Straße abzweigend
- Hausnummern: 1 bis 9

### K

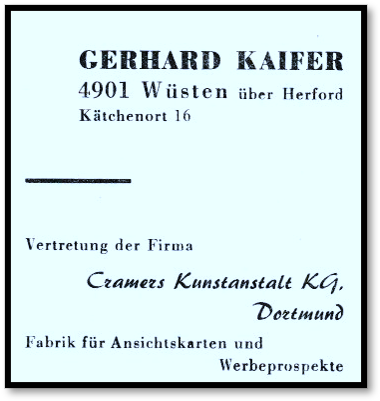
Anzeige der Handelsvertretung Kaifer (1967)

- Wahrscheinlich nach den Wildkatzen/-kätzchen, die hier früher in Vielzahl lebten, benannt
- – verbindet Kirchheider Straße und Alte Dorfstraße; Im Freien Feld (zwischen ‚Nr. 8‘ und ‚10a‘) und Im Sonnenfeld (zwischen ‚Nr. 15‘ und ‚15a‘) abzweigend
- Hausnummern: 1 bis 36
  - Nr. 02: ehemals „Hof Altrogge“, „Oberwüsten 64“; im Salbuch von 1616/1617 erstmals erwähnt
  - Nr. 03: ehemals „Oberwüsten 35“, 1616 erstmals erwähnt
  - Nr. 05: ehemals „Oberwüsten 60“, ebenfalls 1616 erstmals erwähnt
    - die Torbogeninschrift lautet Im Jahr 1861 den 5 Juni haben Johann Jobst Mugge geb. Mussenme und dessen Frau Henriette Kreimeier durch Gottes Segen und Beistand dieses Haus lassen bauen. Zeige mir Herr deinen Weg das ich wandle in deiner Wahrheit. Er hat mein Herz bei dem Einigen das ich dein Namen fürchten. Psalm 86 V 11 MTR Pruszner

  - Nr. 06: ehemals „Oberwüsten 93 und 95“, dann „Wüsten 166“
  - Nr. 07: ehemals Möbelfabrik Nolte
  - Nr. 10: „Hofanlage Böke“, ursprünglich Meise-Hof, ehemals „Oberwüsten 17“, dann „Wüsten 164“ und „Altes Dorf 2“, 1590 erstmals erwähnt
    - die Torbogeninschrift der Leibzucht lautet: Anno 1817 den 14 Juni hat Friederrich Wilhelm Herm Meise und dessen Frau Anna Catrina Niderbekmans haben dieses Haus lassen bauen d.M. Herrn Henrich Krutmeier Ps 34 Der Engel des Herrn lagert sich um die her so ihm furchten und hilft ihnen aus aber die den Hern suchen haben keinen Mangel an irgend einem Gute

  - Nr. 19: ehemals „Oberwüsten 33“
  - nach Nr. 20:  Turmstation der Stadtwerke Bad Salzuflen
- Im Bereich Kätchenort liegt das 2005 ausgewiesene, 4,24 Hektar große Landschaftsschutzgebiet „Siek bei Wüsten-Kätchenort“

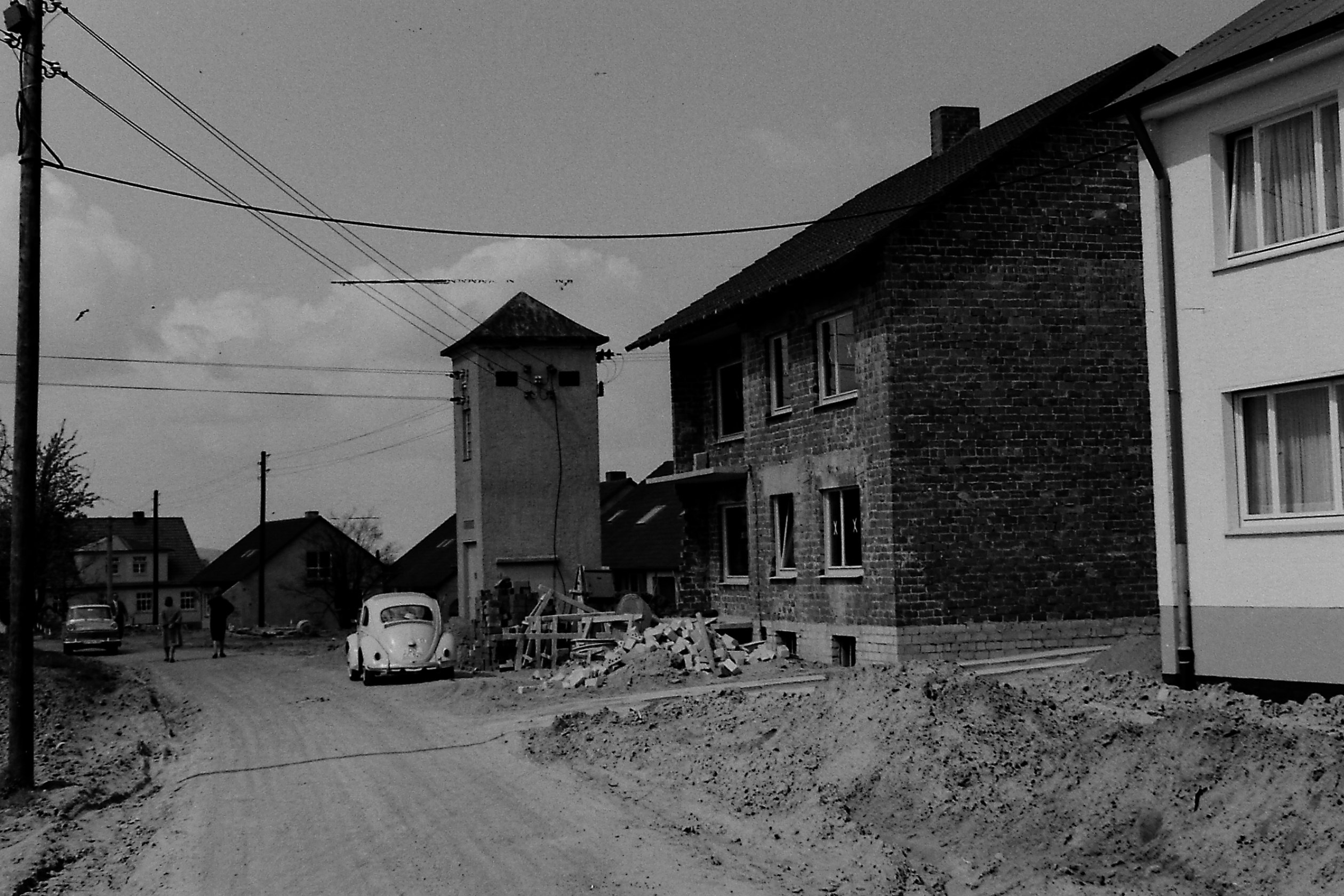
Haus Nr. 14 und 16 [im Bau] (1962)
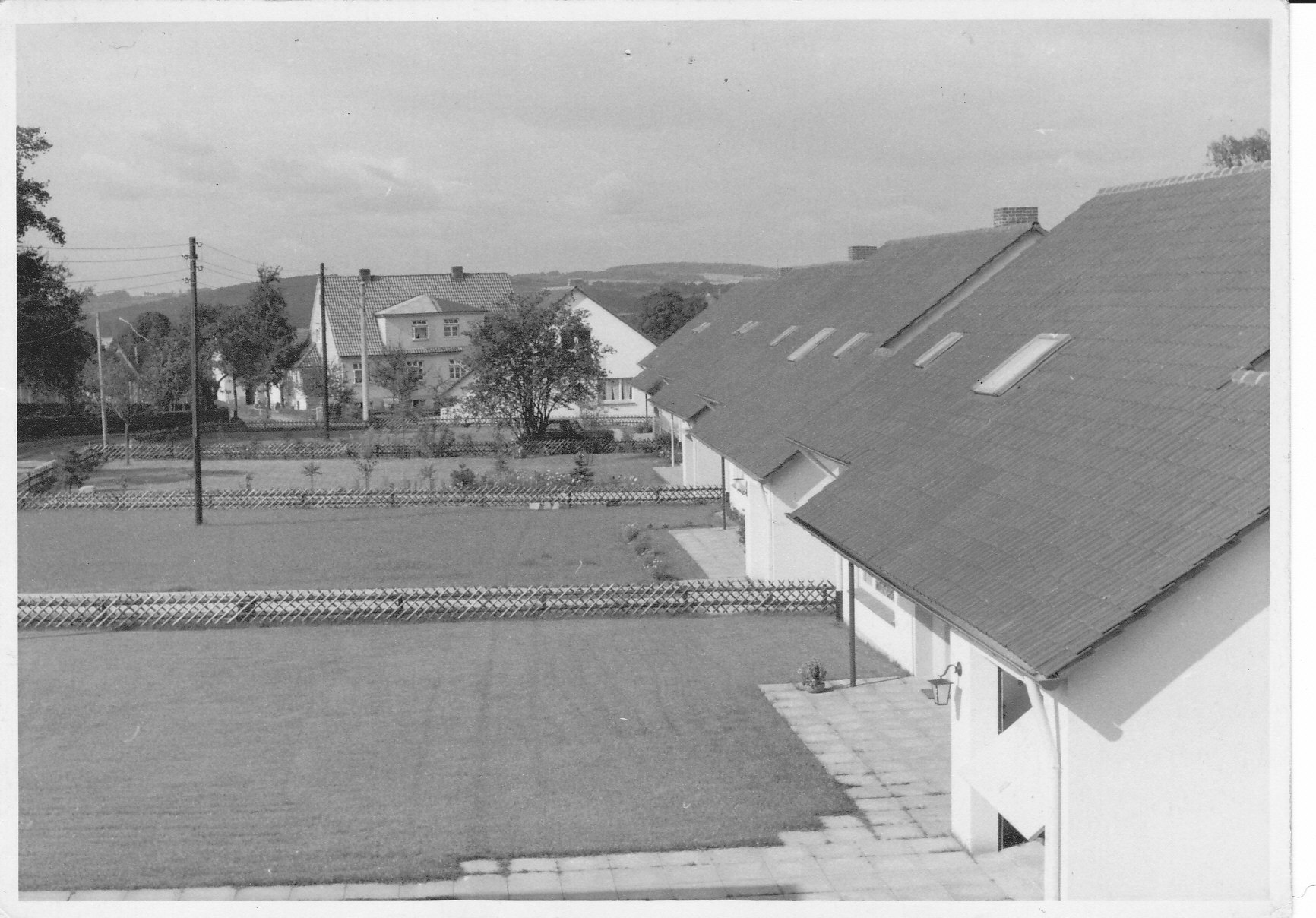
Blick aus Nr. 16 nach Nr. 18, 20, ... (1962)
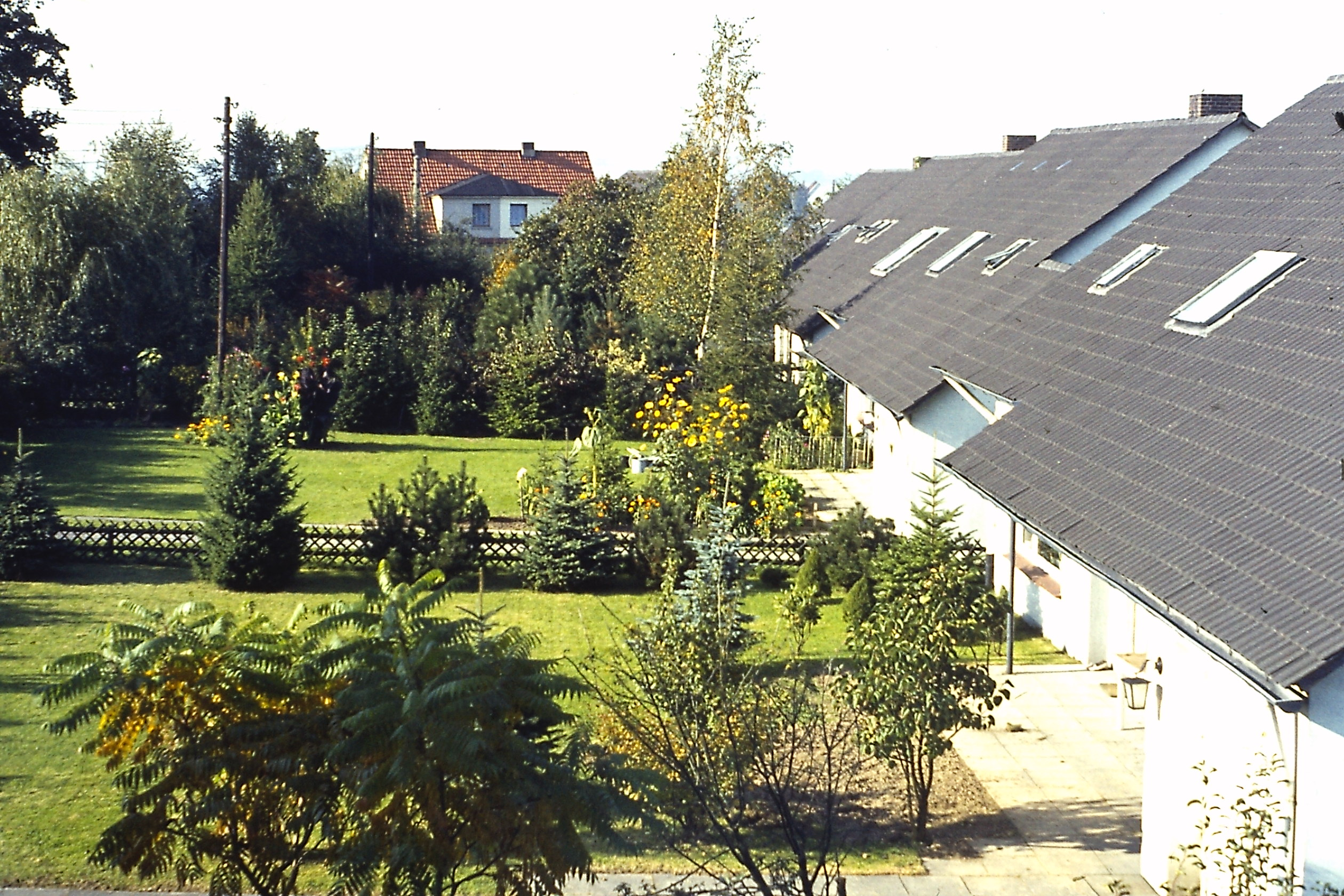
Blick aus Nr. 20 nach Nr. 22, 24, ... (1969)

 – ehemals ,  und 
- Benannt nach dem Lemgoer Ortsteil Kirchheide, ungefähr sechs Kilometer von der Wüstener Ortsmitte entfernt
- – Landesstraße  L 958 , verbindet Salzufler Straße und Vlothoer Straße mit der Salzufler Straße (Lemgo); Langenbergstraße (r), Jobsthardestraße (l), Voßhäger Straße (r), Kätchenort (l), Poststraße (l), Neue Dorfstraße (r), Pillenbrucher Straße (l), Kuhlenweg (r), Bieberstraße (l), Wiensieker Weg (r) und Hollenstein (r) abzweigend
- Hausnummern: 1 bis 85
  - vor Nr. 1:  Stadtbus-Haltestelle „Kreuzung“ Kriegerdenkmal (1964)

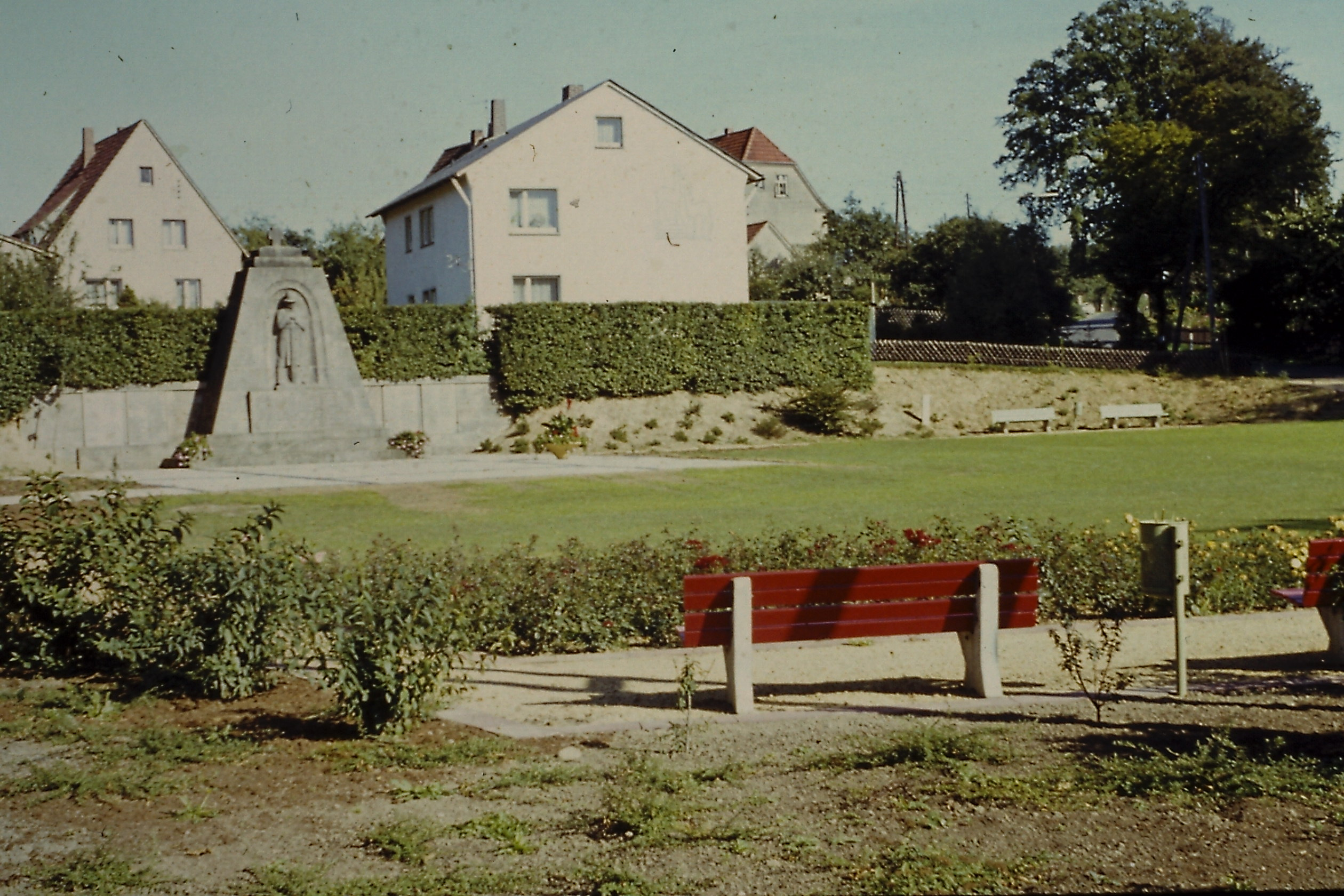
Kriegerdenkmal (1964)

  - vor Nr. 1: erste Elektrofahrzeug-Ladestation Wüstens
  - vor Nr. 1: „Kriegerdenkmal“ in kleiner Parkanlage (August-Dingersen-Platz); am 29. Oktober 1922 eingeweiht, den vier Gefallenen des Deutsch-Französischen Kriegs 1870/71, 97 Opfern des Ersten Weltkriegs und 183 Toten des Zweiten Weltkriegs gewidmet
  - Nr. 01: ehemals „Unterwüsten 26“
    - Die Inschrift lautet IM JAHRE 1891 DEN 29TEN MAI HAT LUISE STURHAN MIT IHREM SOHN FRIDRICH STURHAN DIESES MIT GOTTES HÜLFE BAUEN LASSEN. DER HAUSBAU WAR FÜR MICH SEHR SCHWER DOCH HAT MICH GOTT AUCH GLÜCK BESCHERT SOOFT ICH HAB ES WOHL GEBAUT. GOTT SEGNE DIESES HAUS ALLE DIE DA GEHEN EIN UND AUS   M(eister) J. PRÜßNER

  - Nr. 07: ehemals „Unterwüsten 68“, ehemalige Tischlerei Meierkord – das Eröffnungsjahr des Handwerkbetriebs ist am Torbogen zu lesen.
    - Die Torbogeninschrift lautet IM JAHRE 1863 DEN 16. SEPT. HABEN FRIEDRICH MEIERKORD UND LUISE BROCKSCHMIDT DIESES HAUS MIT GOTTES HÜLFE BAUEN LASSEN. ALLES IST AN GOTT GELEGEN, MENSCHEN RICHTEN WENIG AUS. KOMMT VON DIR NUR, HERR, DER SEGEN, SO IST WOHLBESTELLT DAS HAUS.   MR. SR. PRÜSZNER

  - bei Nr. 7:  Stadtbus-Haltestelle „Voßhäger Straße“
  - Nr. 08 am ehemaligen Totenhof: ehemals „Unterwüsten 60“, später „Schmiede Hense“, das Datum am Torbogen nennt das Eröffnungsjahr der Schmiede
    - die Inschrift lautet ANNO 1816 DEN II TEN APRIL HAT SIEMON HENRICH ADOLF HENSE UND HANNA CATRIENA MEIERKORDS (dieses Haus bauen lassen)  AUF GOT UND NICHT AUF MEINEN RATH WIL ICH MEIN GLÜCK BAUEN UND DEN DER MICH ERSCHAFFEN HAT MIT GANZER SEELE TRAUEN. ER SORGT FÜR MICH GANZ VÄTERLICH. NICHT WAS ICH MIR ERSEHE SEIN WILE GESCHEHE.  M.(eister) H.H. PRN

  - Nr. 14: „Diekhof“, ehemals „Unterwüsten 26“[4]
  - Nr. 24: → siehe Hauptartikel „Baudenkmal Kirchheider Straße 24“; erbaut 1657
  - Nr. 28: ehemaliges Pfarrhaus
    - im Fachwerk an der Straßenfront lautet die Inschrift: PAX INTRANTIBUS EXEUNTIBUS SALUS! JOH 20 V.21 1 JOH3 V.16 MINISTRARE NECESSE EST VIVERE NON (zu deutsch Friede den Eintretenden, den Scheidenden Heil!, Joh 20 V.21: Da sprach Jesus abermals zu ihnen: Friede sei mit Euch! Gleichwie mich der Vater gesandt hat, so sende ich euch. Dienen ist notwendig, leben nicht. 1 Joh. 3.V.16. Also hat Gott die Welt geliebt, dass er seinen eingeborenen Sohn gab, auf das alle, die an ihn glauben, nicht verloren werden, sondern das ewige Leben haben.)[13][6]

  - Nr. 28a: Feuerwehrhaus der Freiwilligen Feuerwehr
  - bei Nr. 28a: Skaterbahn, Kirmes- und Sportplatz Kirmes (1970)

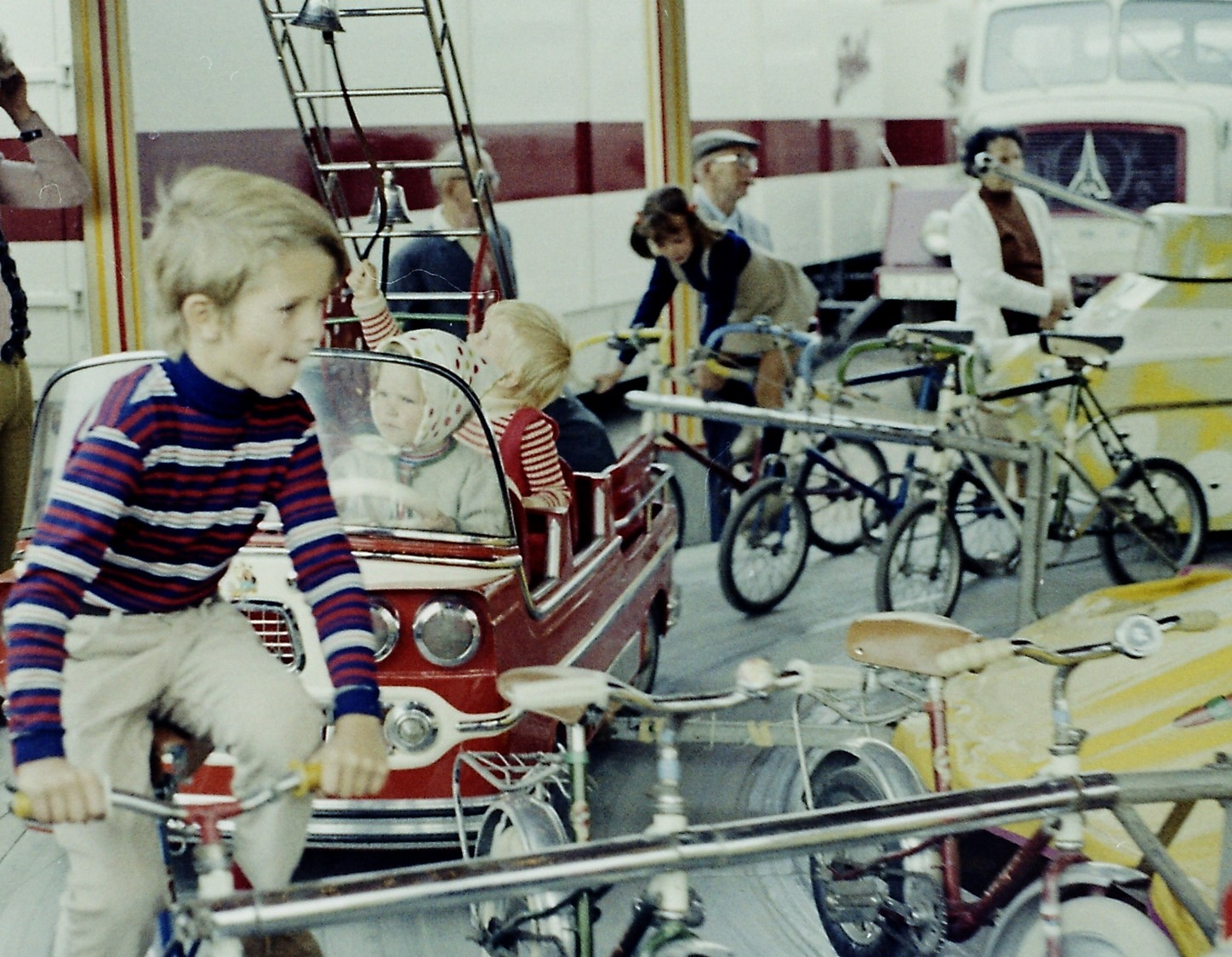
Kirmes (1970)

  - bei Nr. 35:  Stadtbus-Haltestelle „Poststraße“
  - Nr. 35: ehemals „Oberwüsten 94“ und ab 1939 „Wüsten 172“; frühere Postfiliale
  - Nr. 39: ehemals „Oberwüsten 39“, früher „Hof Böcke/Böke“, heute „Prüßner/Hartwig“
    - die Inschrift lautet: ANNO 1794 IST DAS VORGE HAUS DEN 13 MERTZ ABGEBRANT UND DAS NEUE HAUS DEN 12 JULIUS 1774 HAT JOHAN HENRCH BOCKENMEIER UND TRIN ILSABEIN VON HEIDEN UND DESSEN ANERBEN HABEN DIESES HAUS WIEDER AUS BAUEN LASEN. SOLI DEO GLORIA   M.(eister)H.H.WINSIEKER
    - Siehe auch: Grabinschrift/en der Familie Boch/Böke auf dem Wüstener Friedhof

  - Nr. 42: Evangelische Kindertagesstätte „Arche Noah“
  - Nr. 44: Grundschule
  - bei Nr. 44: Sporthalle, Bürgerhaus und Kinderspielplatz
  - Nr. 46: → siehe Hauptartikel „Baudenkmal Kirchheider Straße 46“ „Kirchheider Straße 46“ (2013)

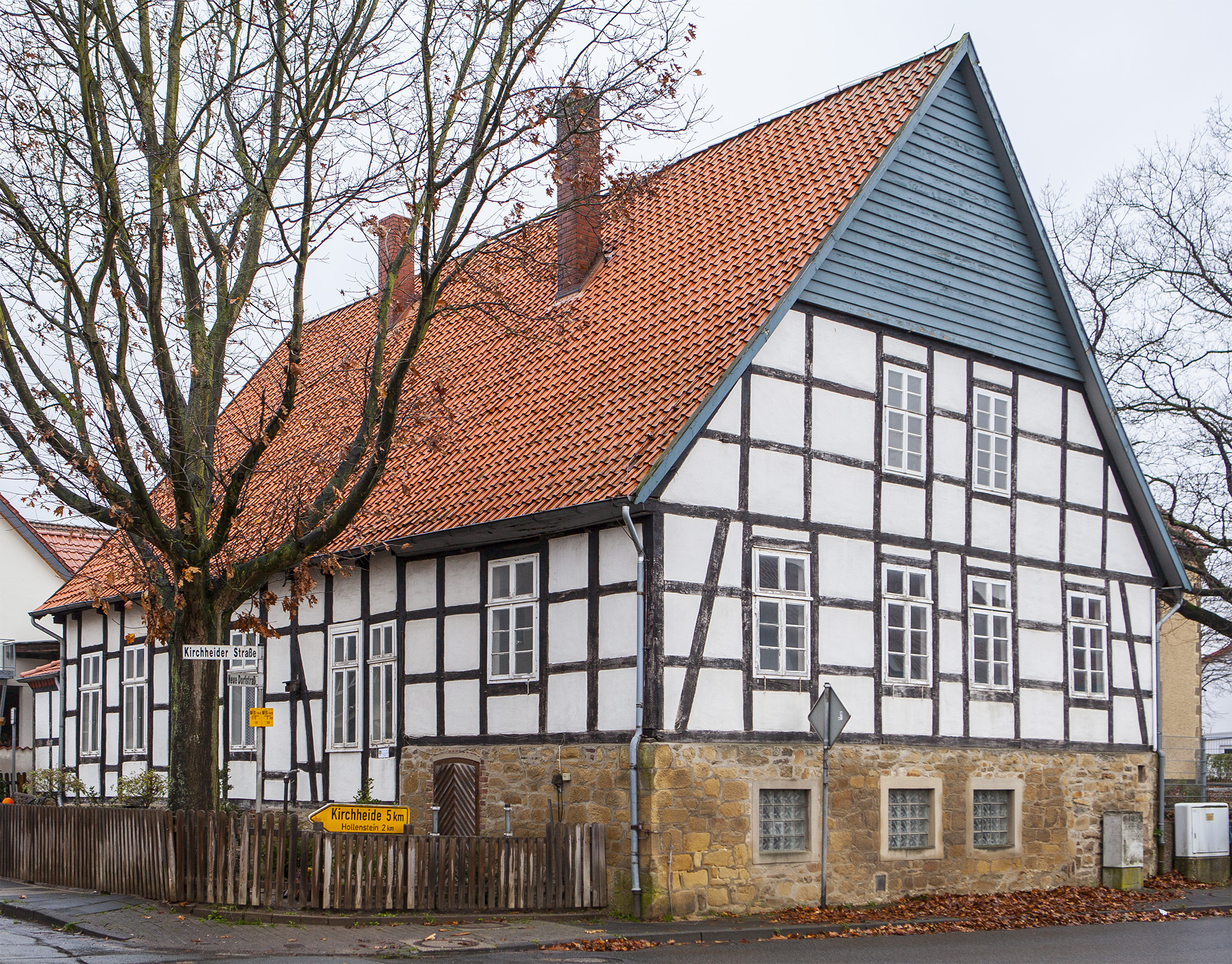
„Kirchheider Straße 46“ (2013)

  - Nr. 48: ehemals „Restauration, Colonial- und Materialwaaren“ sowie Bäckerei, heute „Hotel/Restaurant Hetland“, Vereinslokal einiger Wüstener Vereine
  - Nr. 55: ehemals Oberwüsten 83; „Bäckerei/Café Missing“; Foto des inzwischen abgerissenen Hauses
  - Nr. 57: ehemals Oberwüsten 59
    - die Inschrift Im Jahre 1878 den 28 ten Juli wurde das alte Haus von Gott durch Blitz und Feuer verzehrt wobei zwei Menschen zu Tode schlugen deren Namen sind H. Berges und J. Hiltergerke worauf im Jahre 1879 den 25 ten Mai der Colon Brandsmeier und dessen Ehefrau Henriette geb Hiltergerke dies Haus lassen bauen. Jesaja 28 V29 Solches geschieht auch vom Herrn Zebaoth denn sein Rath ist wunderbar und er führt es herrlich hinaus. A. Nolte des Bauernhauses ging verloren, *** die Inschrift der Seitentür ist noch vorhanden: Gott segne unser Haus und alle die da gehen ein und aus.[6]

  - Nr. 59: → siehe Hauptartikel „Baudenkmal Kirchheider Straße 59“
  - Nr. 61: ehemals Oberwüsten 12; früher „Hof Prusener/Prussner/Prüstner/Prüßner“, später „Hof Uphoff“, Bauern- und – etwas tiefer gelegen – Kötterhaus („Haus an der Welle“); die Männer der Familie Prüßner bauten viele der in Wüsten noch vorhandenen Fachwerkhäuser.
    - die Inschrift am Bauernhaus lautet: ANNO 1704 DEN 12 AUGUST HABEN TÖNS PRÜSTNER UND SEINE EHELICHE HAUSFRAU ELISABET MEIERS DIES HAUS LASSEN BAUEN DURCH UNSEREN SOHN BERND PRÜSTNER. HERR WOLLTEST DU ERHÖREN MICH WILL ICH MICH VOR DIR SCHICKEN.

  - Nr. 65: ehemals Oberwüsten 63
    - die Torbogeninschrift lautet Anno 1808 den 30 Julius hat Simon Henrich Kestingschepper Anna Safiela Wise Schapers haben dieses Haus lasen bauen – M. Johan H.R.R.S. Nach Erwerb und Erneuerung hat das Ehepaar Görder die Inschrift um ERWORBEN UND ERNEUERT VON CLAUDIA U. KLAUS GÖRDER IM JAHRE 1974, GOTT SCHÜTZE UNSER HAUS UND LAND VOR OBRIGKEIT UND UNVERSTAND. erweitern lassen.

  - bei Nr. 69 lag die bereits 1592 erwähnte älteste Gastwirtschaft Oberwüstens[6]
  - Nr. 70: „Hof Krumme“, ehemals „Oberwüsten 40“, ab 1939 „Wüsten 192“ und später „Giershagen 2“
    - die Torbogeninschrift lautet Im Jahre, 1884, den 16ten Juli hat Hermann Alteheld + Und Florentine Brinkmann, Diesen Bau mit Gottes hülfe Bauen lassen + Gott Segne dieses Haus Alle die da gehen – ein und aus

  - Nr. 72: „Hof Nolteklocke“, ehemals „Oberwüsten 9“, ab 1939 „Wüsten 199“ und dann „Voßhagen 3“
  - Nr. 82: ehemals „Oberwüsten 18“ und „Voßhagen 1“, bereits 1535 im Landesschatzregister genannt
    - die Inschrift am Bauernhaus lautete IM JAHR 1884 HAT A RASCHE DIESES HAUS ERNEUERN LASSEN. M(ei)ST(e)R A STELBRINK  M(ei)ST(e)R JUNGEBLUT
    - an der Scheune ist auf dem ehemals zur Leibzucht gehörenden Torbogen ANNO 1756 DEN 2 JULIUS HAT HERMAN HENRICH VODT UND TRIN LISABET SCHEIPERS (…) WO DER HERR NICHT DAS HAUS BAUE SO ARBEITEN UMSONST DIE DARAN BAUEN. WO DER HER NICH DIE STADT BEHUTET SO WACHET DER WACHTER UMSONST  M(eister) HERMON HENRI DEPPE zu lesen

  - nach Nr. 82:  OWL Verkehr-Haltestelle „Voßhagen“
  - Nr. 84: „Drakenhof“, ehemals „Oberwüsten 2“, ab 1939 „Wüsten 201“, und später „Voßhagen 2“, Geburtshaus des Vaters des Regierungspräsidenten Heinrich Drake
    - die Torbogeninschrift lautet ANNO 1820 DEN 18 IULIUS HAT JOHAN CHRISTOPHEL DRACKE UND ANNA SOPHIA PECCERS AUS DER OBERWÜSTEN DER HER KRONE DIESES HAUS MIT SEGEN UND ALLE DIE DA GEHEN EIN UND AUS WER GOTT VERTRAUT HAT WOHL GEBAUT IM HIMMEL UND AUF ERDEN   M(eister) JOHAN BARTOL GRABE
    - über einem Türbogen im Inneren des Hauses ist SOLI DEO GLORIA (= Allein Gott in der Höhe sei Ehr) zu lesen
    - über dem Tor des Kötterhauses lautet die Inschrift 1834 HABEN JOHAN CHRISTOPHEL DRACKE UND ANNA MARIA SOPHIA PEGGERS A D OBERWÜSTE DIES HAUS LASSEN BAUEN D M J H BERND DEPPE WER GOTT VERTRAUTHAT WOHL GEBAUET IN HIMMEL UND AUF ERDEN[14][6]

  - Nr. 86: ehemals „Oberwüsten 3“ und „Voßhagen 3“
    - die in Sandstein gehauene Inschrift über dem Deeleneingang lautet: ANNO 1862 DEN 23 TEN JULI HABEN JOH. FR. ANTON MÖLLER UND SEINE EHEFRAU WILHELM. AUG. AMAL. MÖLLER GEB. FÜHRING AUS MATORF DURCH GOTTES GNADE DIESES HAUS LASSEN BAUEN[6]
    - die Inschrift des Schuppens ist heute in der Scheune eingebaut und lautet: ANN= 1654 DEN 01 JUNIUS HAT HANS MÖLLER UND CATRINA VOSHAGE DUTH HAUS L (ASSEN) BUWEN. WOL GOT VORTRUWET HAT WOL GEBUWET IM HIMMEL UND AUCH AUF ERDEN
- im Bereich zwischen Giershagen und der Pillenbrucher Straße ist das Landschaftsschutzgebiet „Bachtal an der Kirchheider Straße“ ausgewiesen

- – verbindet Kirchheider Straße und Voßhäger Straße
- Hausnummern: 1 und 1a
  - Nr. 1: „Hof Wienböker gen. Kuhlmeier“, ehemals „Unterwüsten 61“
    - die Torbogeninschrift lautet ANNO 1737 HAT JOHAN VETKÖTTER UND ANNA CATTRINA WIEGENBOCKERS DIES HAUS LASEN BAUEN DURCH M·BERND PRUSNER
    - die Inschrift der Leibzucht lautet: IM JAHRE 1859 DEN 16 TEN SEPTEMBER HAT HEINRICH WIENBOKER UND HENRIETTE BUSCHMEIER DIESES HAUS LASSEN BAUEN. GOTT DER HERR IST SONNE UND SCHILD DER HERR GIBT GNADE UND EHRE ER WIRD KEIN GUTES MANGEL LASSEN DEN FROMMEN   M. FR. PRUSNER[15][6]

 – ehemals 
- – von Graf-Simon-Straße, gegenüber ‚Nr. 4‘, als Sackgasse abzweigend
- Hausnummern: 1 bis 12

### L

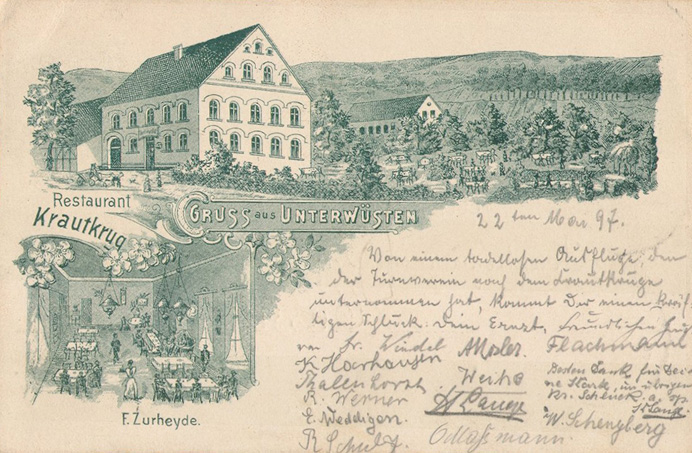
„Krautkrug“, Postkarte von 1897

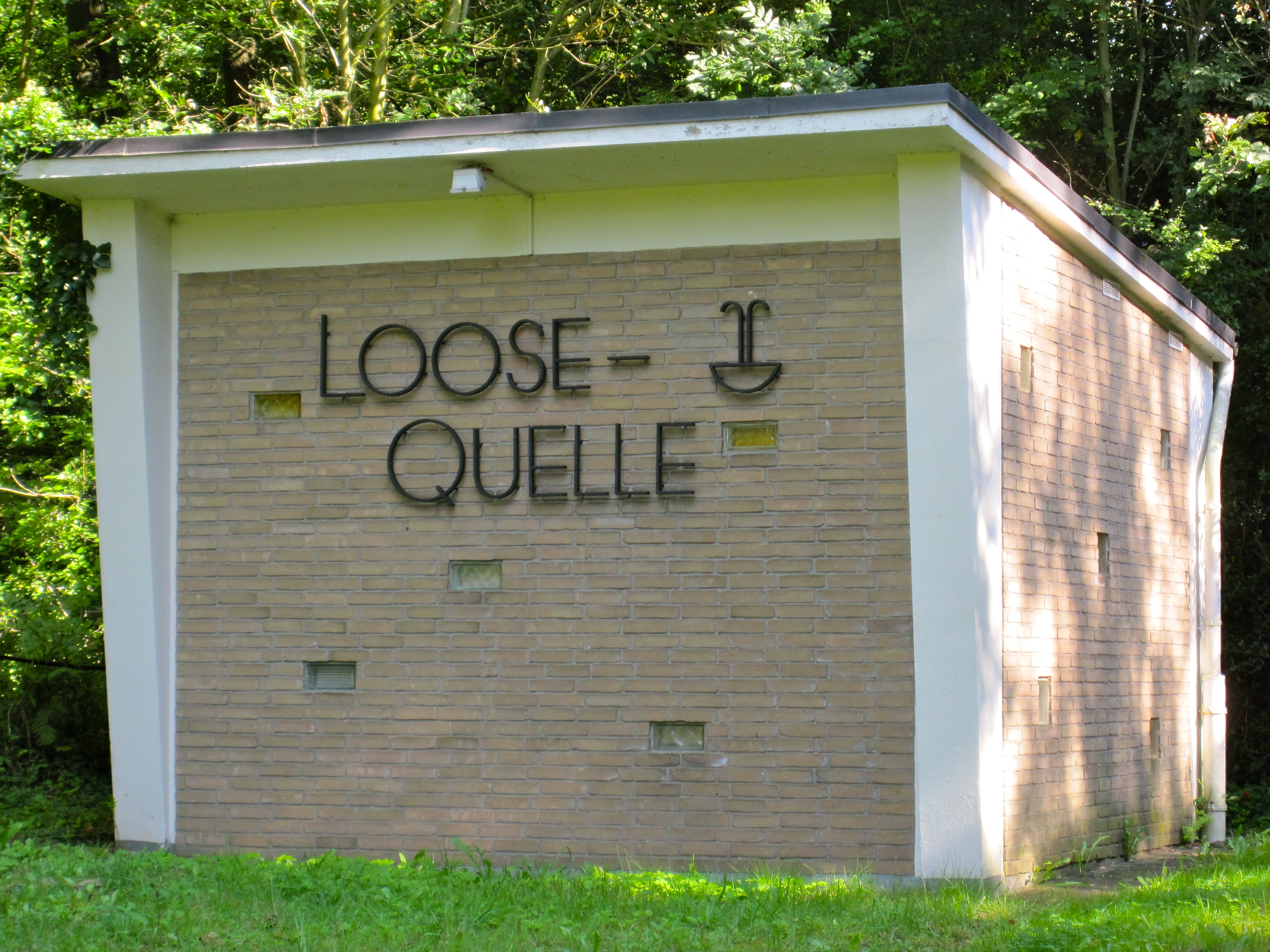
„Loosequelle“

- – verbindet Kirchheider Straße mit Neue Dorfstraße; gegenüber ‚Nr. 47b‘ Steinkuhlenstraße nach rechts abzweigend
- Hausnummern: 1 bis 75
  - Nr. 14: „Evangelisches Stift zu Wüsten“; anlässlich seiner Silberhochzeit stiftete Johann Heinrich von Lengerke im März 1882 der Kirchengemeinde Wüsten 10.000 Mark zur Errichtung eines Armen- und Siechenhauses, aus diesem hat sich mittlerweile eine moderne Alten- und Pflegeeinrichtung entwickelt
  - Nr. 19: ehemaliger Erbpachtshof des Steinbecker Gutsherren De Wrede, dann „Unterwüsten 65“
    - die Torbogeninschrift lautet BARTOL SCHEIPER VND ANA LISABETTIS HABEN DIS HAVS LASEN BAVWEN AN GOTTES SEGEN IST ALES GELEGEN ANNO 1689 DEN 13 IVNI  – M(eister) A D

  - Nr. 41: „Hof Held“, ehemals „Unterwüsten 64“, ehemaliges Jägerhaus der Steinbecker Gutsherren De Wrede
    - die Inschrift lautet Joh Ecke Bret De Wrede Retmeister – Ale die dis sehen und mich kenen den gebe Got was si mir gonen. An Gottes Segen ist alles gelegen 1688 M(eister) AD
    - die Inschrift der Leibzucht lautet DEN 12 JUNIUS 1773 HABEN JOH HENRICH PAUCK UND ANNA ILSABEIN KNONER DIESES HAUS LASSEN BAUEN • GOTT SEGNE UNSER HAUS DIE DA GEHEN EIN UND AUS • M(eister) JOHAN HENRICH BEGEMANN
- Im südlichen Bereich der Langenbergstraße liegt ein Teil des 2005 ausgewiesenen, 29,32 Hektar großen Landschaftsschutzgebiets „Wüstener Bach“

 – ehemals 
- – verbindet Auf der Heide, Hellerhauser Straße und Waldemeinestraße mit Extersche Straße; Salzeweg (r) und zweimal Ringstraße (r) abzweigend
- Hausnummern: 10 bis 47
  - Nr. 10: ehemals „Unterwüsten 53“, dann „Krutheide 2“
    - die Inschrift des ausgebauten Torbogenbalkens lautet Anno 1823 den 20 Juni haben Johann Otto Tielke u Anna Gretha Ilsabein Göhner dies Haus bauen lassen - Ora et labora -

  - Nr. 25: ehemals „Unterwüsten 32“, Hof „Krutkroger“ bzw. „Krautkruger“
    - die Torbogeninschrift lautet ANNO 1761 DEN 10 OCTOBER HABEN JOHAN BERNDT SCHEMMEL UND ANNA MARIA ILSABEIN DEPPEN DIESES LASSEN BAUEN • NEHEMIA AM 13 VERS 31 GEDENKE MEINER MEIN GOTT IM BESTEN – MEYSTER BARTOLDT MÖLLER

  - Nr. 28: „Hof Güse“, ehemals „Unterwüsten 45“, dann „Krutheide 9“ und „Loosestraße 9“
    - die Torbogeninschrift des Bauernhauses lautet Im Jahr 1884 den 2 ten Juni hat Heinrich Sturhahn u Henriette Sturhahn dieses Haus mit Gottes hülfe bauen lassen. Dies Haus ist mein und doch nicht mein. Der nach mir kommt wird auch nicht sein bei Gott wird meine Wohnung sein.
    - die Inschrift des Kötterhauses lautete: ANNO 1798 HABEN JOHAN ALBERT SCHUTTENMEYER UND ANNA MARIA BROCKMEIERS DIESES HAUS BAUEN LASSEN DURCH M. JOHANIOBST  B.M.[16][6]

  - Nr. 29: „Krautkrug“, ehemals „Unterwüsten 92“, dann „Krutheide 6“[17]
  - Nr. 31: „Krudthoiffer/Krutmeiers Hof“, ehemals „Unterwüsten 29“, dann „Krutheide 7“
    - die Torbogeninschrift lautet ANNO 1662 DEN 15. MAIJ HAT DER WITWE KRVDMEIERSCHE DIS HAVS LASSEN BAWEN DVRCH M(eister) HENRICH IM BVSCHE
    - die Inschrift der abgerissenen Leibzucht lautete: ANNO 1721 den 25 JULI HABEN HERM HEINRICH KRUTMEIER U ANNA KATRINA HÜTTEMEIERS DIES HAUS HABEN LASSEN BAUEN DURCH M. JOHAN JOBST BRINKMEIER. ORA ET LABORA.[18][6]

  - Nr. 37: „Hof Benner“ oder „Beiner“, ehemals „Unterwüsten 50“
    - die Torbogeninschrift über zwei Lippischen Rosen lautet Ano 1670 den 12 Juli hat Simon Beiner geb. Decker aus Bründorf und Henriette Beiner gebo Schmiedekamp aus Wüsten _?_ _?_ _?_ _?_ Segne Ausgang und Eingang von nun an bis in Ewigkeit
    - die Inschrift der Leibzucht lautete IM JAHRE 1841 DEN 5 JUNI HABEN HEINRICH DEPPE UND WILHELMINE BERNER DIES HAUS LASSEN BAUEN. DURCH GOTTES BEISTAND UND SEINE MACHT HABEN SIE DIESEN BAU VOLLBRACHT[6]

  - Nr. 40: ehemals „Unterwüsten 110“ und ab ungefähr 1952 „Krutheide 12“[19]
  - Nr. 42: ehemals „Unterwüsten 118“ und ab ungefähr 1952 „Krutheide 13“
  - nach Nr. 42: Brunnenhaus der „Loosequelle“
  - Nr. 43: ehemals „Unterwüsten 101“ und ab ungefähr 1952 „Krutheide 10“
- Im westlichen Bereich der Loosestraße liegt das 2005 ausgewiesene, 1,78 Hektar große Landschaftsschutzgebiet „Siek bei Krutheide“

### N
- Straße nach dem „Neuen Dorf“ am Nordhang des Vierenbergs
- – zweigt vor ‚Nr. 48‘ nach rechts von der Kirchheider Straße ab; Voßhäger Straße und Wiensieker Weg kreuzend, Langenbergstraße (r) und Am Bismarckturm (l) abzweigend
- Hausnummern: 1 bis 48
  - Nr. 19: „Hof Stratemann“, ehemals „Oberwüsten 41“, dann „Wüsten 237“ und später „Neues Dorf 3“
    - die Torbogeninschrift des Bauernhauses lautet ANNO 1814 DEN 2 TEN JULIUS HABEN JOHAN BERND STRATEMANN UND ANNA MARIA LOISE SCHAFERS DIESES HAUS LASSEN BAUEN. ACH GOTT DIES GANZE HAUS BEWAHR VOR FEUERSCHADEN UND GEFAHR MIT GNAD UND SEGEN BEI UNS WALT UND UNS DEIN REINES WORT ERHALT. HERR JESU DURCH DEN NAMEN DEIN GIEB MIR EIN SANFTES STUNDELEIN. STEH MIR BEI BIS ANS LETZTE END UND NIMM MEIN SEEL IN DEINE HAEND.  – M(eister) HANS HERRN P.NER
    - die Inschrift der Hintertür lautet GOTT DER SEGNE DIESES HAUS ALLE DIE DA GEHEN EIN UND AUS
    - die Inschrift der inzwischen abgerissenen Leibzucht lautete ANNO 1835 DEN 17 JUNI HAT JOHANN BERND STRATEMANN UND KAROLINE WILHELMINE BUSCHMEIERS DIESES HAUS LASSEN BAUEN. ACH GOTT ICH BITT VERTRAU MICH NICHT. WER GOTT VERTRAUT HAT WOHL GEBAUT DEN WIRD ER NICHT VERLASSEN TROTZDEM DIE FEINDE UNS VERFOLGEN UND HASSEN.

  - Nr. 37, 37a und 37b: ehemaliger „Hof Meise oder Evekensmeier“, nach „Oberwüsten 52“ „Wüsten 234“ und später „Neues Dorf 8“; ‚Nr. 37‘ ist das ehemalige Bauernhaus, ‚37a‘ die ehemalige Leibzucht
    - die Torbogeninschrift am Bauernhaus lautet ANNO 1729 HAT JOHANN EUHANS UND ANNA ILSABETH SCHUCKMANS DIS HAUS GEBAUET
    - die Inschrift der Leibzucht lautet ANNO • 1777 • DEN • 5 • JULIUS • HABEN • JOHANN HENRICH MOLLER UND ANNA ELISABET SCHEFFER DIESES HAUS LASSEN BAUEN HABE DANK ALLE ZEIT • MEISTER JOHAN HENRICH BEGEMAN[20]

  - Nr. 38: „Knöner -“ oder „Knönermeyer Hof“, ehemals „Oberwüsten 48“
    - die Inschrift lautet ANNO 1815 HABEN HANS HENRICH KNONER UND ANNA SAVIE PLOGERS DIESES HAUS LASSEN BAUEN DEN 10 JULIUS. FALSCHE LEUTE HALTE ICH NICHT IN MEINEM HAUSE DIE LUGNER GEDEIEN NICHT BEI MIR. BIS HIERHER HAT UNS DER HER GEHOLF   M(eister) HANS HERM PRUSN[6]

  - Nr. 44: „Lehbrinks Hof“, ehemals „Hof Göhner“, „Oberwüsten 50“, „Wüsten 233“ und „Neues Dorf Nr. 7“; seit 1766 im Besitz der Familie Göhner, die den Hof 1918 an die Familie Lehbrink verkaufte
  - Nr. 44
    - die Inschrift des Bauernhauses lautet IM JAHR 1867 DEN 9 TEN JUNI HABEN SIMON FRICKEMEIER UND JOHANN MENKE DIESES HAUS MIT GOTTES HÜLFE LASSEN BAUEN. – SIEHE ICH STEHE VOR DER TÜR UND KLOPFE AN. SO JEMAND MEINE STIMME HÖREN WIRD UND DIE TÜR AUFTUN ZU DEM WERD ICH EINGEHEN UND DAS ABENDMAHL MIT IHM HALTEN. WER VERACHTET MICH UND DIE MEINEN DER BETRACHTE SICH UND DIE SEINEN.; sie ist nur noch in Fragmenten erhalten
    - die Inschrift des 1807 erbauten, aber inzwischen abgerissenen Kötterhauses ist verloren gegangen.[6]

- Aus der Geschichte: „Vom Kommunalweg bei Gastwirt Hetland abzweigend und nach dem sog. Neuen Dorfe am Vierenberge führend, soll demnächst mit erheblichen Opfern der Interessenten unter Unterstützung des Amtsgemeinderats Schötmar ein neuer Verbindungaweg gebaut werden. So hoch willkommen auch immer der neue Verbindungsweg ist, so erfüllt derselbe seine Aufgabe jedoch erst dann, wenn er von seinem toten Ende am Vierenberge durch die sog. Butterweg-Schlucht hindurch geführt und beim Stauteiche entweder in die Birkenallee oder in den Kommunalweg einmündet, welcher von der Wüstener Straße zum Stauteich führt. Die Schwierigkeiten der Durchführung dieses Weges durch das Tal am Vierenberge sind keineswegs so groß, als daß dieselben nicht behoben werden könnten. Die Erdmassen zur Aufschüttung  des nötig werdenden Dammes sind auf der Höhe des Berges vorhanden, von wo aus sie seicht zu Tal geschafft werden können. Der neue Weg erschließt eine neue Verbindung für Salzuflen, die ganze Gegend um Oberwüsten, Pillenbruch bis nach Kirchheide und Talle hin. Durch ihn wird doch die Entfernung nach Salzuflen fast um eine Stunde abgekürzt.“[21]

- entlang des Neuen Dorfstraße ist ein Teil des 29,32 Hektar großen Landschaftsschutzgebiets „Wüstener Bach“ ausgewiesen

### O
– ehemals 
- Der obere Teil des Wegs nach dem bei der Waldemeine liegenden Gut Steinbeck
- – verbindet Auf der Heide und Unterer Steinbecker Weg; Steinweg nach ‚Nr. 17‘ kreuzend; Tempo-30-Zone, durchlässige Sackgasse für Fußgänger und Radfahrer Richtung Unterer Steinbecker Weg
- Hausnummern: 1 bis 24

### P

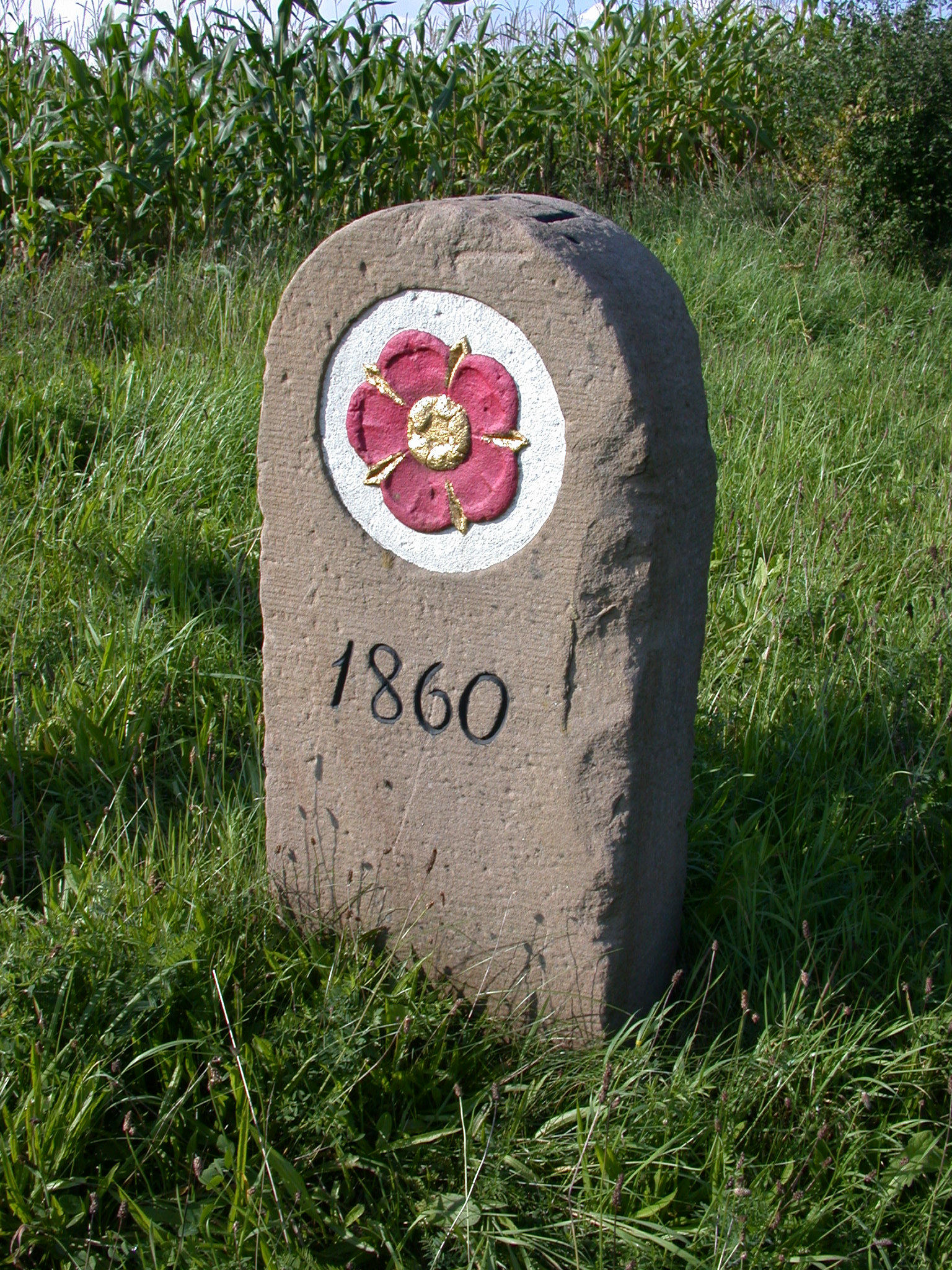
Landesgrenzstein in Pehlen

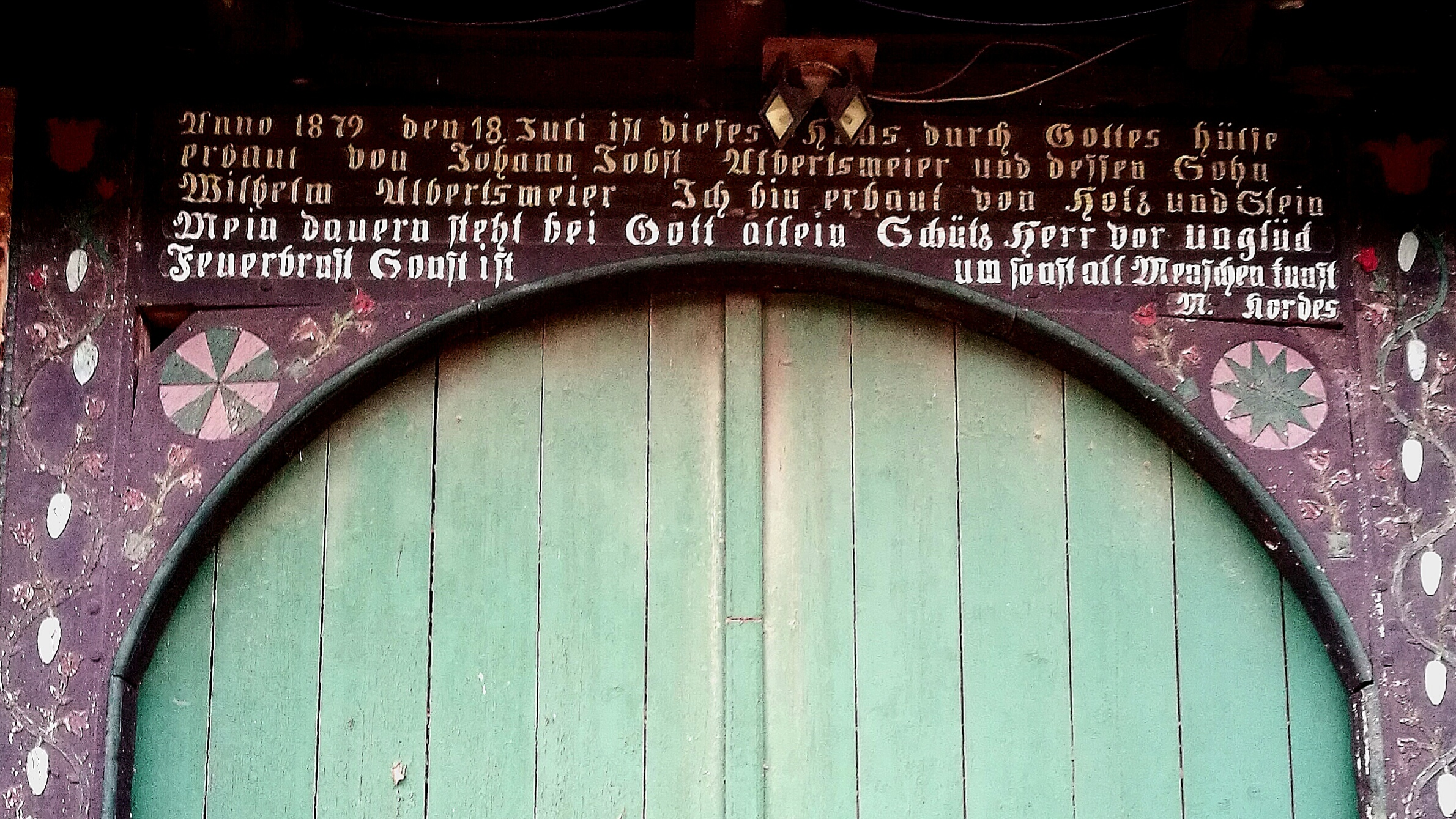
Torbogen der Hofanlage Albertsmeier

- Pehlen, ehemals „Pythelon“, „Pethelen“, „Pideln“ und „Pedeln“: das Wort leitet sich wohl aus „pith“ = „Sumpf“ und „loh“ = „Gehölz“ ab = ein sumpfiges Gebiet beim Tal der Glimke
- – verbindet Vlothoer Straße und Gustav-Schalk-Straße sowie Salzufler Straße (zu Vlotho) mit den ebenfalls zu Vlotho gehörenden Pehlenstraße und Im Grund
- Hausnummern: 1 bis 5
  - Nr. 1: ehemals „Hof Jodeßhartte/Jobst-Harde/Jobstharde“, „Unterwüsten 13“[4]
    - Die Torbogeninschriften lauten ANNO 1843 DEN 8 JULIT HAT JOHAN BARTOL JOBESTHARDE UND LOUISE WILHELMIENE BONNEMEIERS DIESES HAUS LASEN BAUEN DIE GNADE ABER DES HERRN WAHRET VON EWIGKEIT ZU EWIGKEIT UBER DIE SO IHN FURTEN UND SEINE GERECHTIGKEIT AUF KINDESKIND BEI DEN DIE SEINEN BUND HALTEN UND GEDEN KEN AN SEINE GEBOTE DAS SIE DARNACH THUN  –  M JOHAN HEINRICH STURHAN“ und „SIEHE ICH STEHE VOR DER CHUR UND KLOPFE AN. SO JEMAND MEINE STIMME HÖREN WIRD UND DIE CHUR AUFTHUN ZU DEM WERDE ICH EINGEHEN UND DAS ABENDMAHL MIT IHM HALTEN UND ER MIT MIR. WER ÜBERWINDET DEM WILL ICH GEBEN MIT MIR AUF MEINEM STUHL ZU SITZEN WIE ICH ÜBERWUNDEN HABE UND BEIGESESSEN MIT
    - Die Inschrift der Leibzucht lautet ANNO 1760 DEN 2 JULY HAT JOHANN BERN HARDE UND ANNA ILSABEIN KRUSEN HABEN DIESES HAUS LASSEN BAUEN. WER GOTT VERTRAUET HAT WOHL GEBAUT YM HYMMEL UND AUF ERDEN  M.S.H.P.N.

  - Nr. 2: bereits im 13. Jahrhundert genannt, ehemals „Unterwüsten 2“, „Hofanlage Schuckmann/Schuppmann“[4]
    - Die Torbogeninschrift lautet 1860 den 28ten Juli ist dieses Haus durch Gottes Hülfe erbauet von Johann Barthold Albertsmeier und dessen Sohn Johann Henrich Schuckmann. Ich bin erbaut aus Holz und Stein. Mein Dauern steht bei Gott allein Schützt Herr vor Unglück Feuersbrunst – Sonst ist umsonst all Menschenkunst – M. (Meister) P. Kordes
    - Die Inschrift der hinteren Giebelfront lautet ICH LIEGE UND SCHLAFE GANZ MIT FRIEDEN DENN DU ALLEIN HERR HILFST MIR DASZ ICH SICHER WOHNE
    - Siehe auch: Grabinschrift/en der Familie Schuckmann auf dem Wüstener Friedhof

  - Nr. 2c: ehemals „Schweins Hof“, „Unterwüsten 21“[4] Vor dem Westgiebel: Naturdenkmal „Linde“ im Garten
    - Die Inschrift des Bauernhauses lautet ANNO 1820 den 14 JUNI BERND HEINRICH SCHWEIN UND WILHELMINE LAMMERSSSCHENMEIER HABEN DIESES HAUS LASSEN BAUEN. WER GOTT VERTRAUT HAT WOHLGEBAUT IM HIMMEL UND AUF ERDEN. WER SICH VERLEST AUF JESUM KRIST DEN SOL DER HIMMEL WERDEN DURCH  d BM BEINER[6]

  - Nr. 3 und 3d: ehemals „Unterwüsten 3“, heute Baudenkmal[4] mit Hauptgebäude, Kötterhaus, Leibzucht und Remise; → siehe Hauptartikel „Baudenkmal Hofanlage Albertsmeier“
  - Nr. 4: ehemals „Unterwüsten 11“
- im Bereich Pehlen: → siehe Hauptartikel „Baudenkmal Landesgrenzsteine“

- Straße nach Pillenbruch; der Name leitet sich aus dem zu Pehlen gehörenden Bruch (= Sumpflandschaft) ab; im Mittelalter als Hagenhufendorf entlang der Glimke wahrscheinlich durch die Herren von Varenholz gegründet, 1338 erstmals urkundlich erwähnt, bis 1969 zur Lemgoer Gemeinde Welstorf gehörend[22]
- – Kreisstraße  K 34 , zweigt vor ‚Nr. 41‘ von der Kirchheider Straße ab; Im Wiesengrund (l), Bieberstraße (r), Hüttenstraße (l), Windbergstraße (r) abzweigend
- Hausnummern: 5 bis 67
  - bei Nr. 6:  OWL Verkehr-Haltestelle „Im Wiesengrund“
  - bei Abzweig Hüttenstraße:  OWL Verkehr-Haltestelle „Hüttenstraße“
  - Nr. 12: „Hofanlage Kasper Boberg“, ehemals „Oberwüsten 25“
    - die Inschrift des Torbogens lautet ANNO 1733 D 17 JULIUS HAT JOHANN KORTLEIN DIS HAUS LASSEN BESSER. PS 38 VERS 22+23. VERLAS MICH NICHT HER! MEIN GOTT SEI NICHT FERNE VON MIR! EILE MIR BEIZUSTEHEN HERR MEINE HÜLFE! M(eister) KUNRADT DEPE

  - Nr. 13: „Hofanlage Wiemböke“
  - Nr. 15: „Hof Mügge“, ehemals „Oberwüsten 10“ und „Wüsten 258“
    - Die Inschrift lautet ANNO 1708 DEN 18 IVLIVS HABEN IOST KLOCKE VON ISDORF VND ANNA MARGRETE HELD VND IRRE KINDER HANS HENRICH HELD V: KATRNA ILSABEIN FETKÄETTERS HABEN DIS NAVS LASSEN BAVWEN WER GOT VERTRAVWET HAT WOLBEGAET IM HIMMEL VND AVF ERDEN M(eister) B:P

  - bei Nr. 19:  OWL Verkehr-Haltestelle „Windbergstraße“
  - nach Nr. 19: Biogasanlage
  - Nr. 21: „Hofanlage Kyckesmoller/Kickesmoller/Kixmöller“, später „Stuckmann“ und „Pilzhof Lippe“, ehemals – als größter Hof Oberwüstens – „Oberwüsten 1“
    - die Torbogeninschrift lautet: IM JAHR 1836 DEN 9 JULIUS HAT BERND HENRICH KIXMÖLLER UND HANNE FRIDERICKE RASCHEN IM NAMEN JESUS CHRIST DIESES HAUS GEBAUET IST ZUR WOHNUNG DIESER WELT SOLANGE ES GOTT GEFALT · WOHL DEM DER IN DER HIMMELSTADT AUCH EINE SICHER WOHNUNG HAT PSALM 15 V 1 HERR WER WIRD WOHNEN IN DEINER HÜTTE · WER WIRD BLEIBEN AUF DEINEEM HEILIGEN BERGEN – M HERMAN HENRICH DEPPE[23]
    - die Inschrift über dem Seiteneingang lautet WER AUS UND EINGEHET DURCH DIE TÜR DER SOL GEDENKEN FÜR UND FÜR DAS UNSER HEILAND JESU CHRIST (die rechte Tür zum Himmel ist)
    - an der Rückfront ist ANNO 1754 DEN 7 JUNY HAT HANS BARTOLD KLOCKE UND ANNA MARGARETHA ELISABETH ECKMEIERS HABEN DIES LASSEN BAUEN  M(eister) HERMAN H DEPPE zu lesen
    - der Torbalken des ehemaligen Kötterhauses wird verwahrt, die Inschrift lautet: ANNO 1721 DEN 25 JULI GOTTSCHALCK KIXMOLLER ANNA MARGRETA MENCKEN HB DIS HAUS LASEN BAUEN[6]

  - Nr. 21c: „Beekhof“, ehemals auch zum Hof „Oberwüsten 1“ gehörend
    - die Inschrift des Torbogens lautet ANNO 1820 DEN 10 MEI HAT JOHANN HENRICH MEIERJOHAN UND ANNA MARIA ELIESABATH PANKOKEN DIESES HAUS LASSEN BAUEN. AUF GOT UND NICHT AUF MEINEN RATH WILL ICH MEIN GLÜCK BAUEN UND DEN DER MICH ERSCHAFFEN HAT MIT GANSER SELE TRAUEN. ER DER DIE WELT ALLEMÄCHTIG HÄLT WIRD AUCH IN MEINEN TAGEN ALS SOHN UND VATER TRAGEN  – MEISTER JOHANN BERNDT DEPPE

  - nach Nr. 21 überführt der Weg die Glimke
  - Nr. 22: „Hofanlage Bartold“ bzw. „Boberg“, ehemals „Oberwüsten 7“
    - die Inschrift des Bauernhauses des bereits 1324 im Lehnsbuch der Herforder Äbtissin Luitgart geführten Hofs lautete Den 29 ten Julius 1815 hat Johann Henrich Segerbartold und Anna Marie A Wiehenbökern haben dieses Haus lassen bauen • M(eister) Hansherm Prüssner

  - Nr. 24: „Hofanlage Rasche“ bzw. „Schumacher“, ehemals „Oberwüsten 4“ und „Wüsten 263“
    - die Torbogeninschrift des Bauernhauses lautet Hinnerrichkus Rassche und Ckattrina Stuckmans haben dis lasen bauwen durch M(eister) H.K.M Anno 1670 den 4 Junius Wer Got vertrauwet hat wol gebauwet im Himel und auf Erden. An Gottes Segen ist alles gelegen 
    - die Inschrift des Kötterhauses lautet ANNO 1711 DEM 1 JUNIUS HAT JOHAN JOST RASCHE UND SEIN HAUSFRUWE ANNA CATTINNA ALDHAF DIS HAUS LASSEN BAUWEN DURCH MEISTER BERNDT PRUSTNER

  - Nr. 28: „Haus Schwabedissen – Sümnich“, ehemals „Oberwüsten 92“ und „Wüsten 268“, erbaut 1903/1904
  - bei Nr. 28:  OWL Verkehr-Haltestelle „Pillenbrucher Straße 28“
  - nach Nr. 28 überführt die Pillenbrucher Straße die vom Boberg kommende Glimke
  - Nr. 30: „Pecherhof“, ehemals „Oberwüsten 5“ und „Wüsten 269“; in einem der ältesten lippischen Landschatzregister mit Namen zahlungspflichtiger Höfe wurde der Pecherhof 1507 erstmals erwähnt, eine weitere Nennung fand der Hof mit seinen damals acht Bewohnern in der Volkszählung von 1609.
    - die Torbogeninschrift der Leibzucht an der Deelenseite lautet ANNO 1842 DEN 21TEN YULIUS HAT DIEDERRICH HENRICH WUSTENBECKER UND ANNA ELISABETH STURHANEN HABEN DIESES HAUS BAUEN LASSEN · WIR BAUEN HAUSER UND PALASTE UND SIND HIER DOCH NUR FREMDE GASTE WOHL DEM DER IN DER HIMMELSSTADT NUR EINE SCHONE WOHNUNG HAT DEN SELICH SIND DIE GOTTES WORT HOREN UND ZUGLEICH WAHREN · MEISTER PHILIPP YUNGEBLUT[23]
    - Auf der Rückseite ist zu lesen: GOTT MEIN VATER DEINE LIEBE REICHT SOWEIT DER HIMMEL IST DEINES WOHLTUNS STARKE TRIEBE SIND SO EWIG ALS DU BIST. DEINER HULD UNENDLICHKEIT GOTT ERSCHÖPFET KEINE ZEIT UND WERK AN DIE VIELEN PROBLEME DEINER GUTE WÜRDIG LOBEN.[6]

  - Nr. 31: „Hofanlage Boberg“
  - bei Nr. 43:  /  „Umspannwerk Pilenbruch“ der Westfalen Weser Energie/Stadtwerke Bad Salzuflen
  - bei Nr. 59 steht das 2013 von den Bewohnern Pillenbruchs errichtete Denkmal „Pillenbruch – seit 1338“, ein Findling mit Salzufler Wappen und Lippischer Rose
- entlang der Pillenbrucher Straße sind das „Naturschutzgebiet Glimketal“ (LIP-040) und das Landschaftsschutzgebiet „Seitenbach der Glimke am Boberg“ ausgewiesen

- Benannt nach der hier früher an der Ecke Poststraße/Kirchheider Straße – heute: Kirchheider Straße 35 – gelegenen Postfiliale
- – verbindet Kirchheider Straße und Im Freien Feld
- Hausnummern: 1 bis 42

### Q
- Benannt nach den hier austretenden Quellen; das Gebiet der heutigen Waldemeine wird auch „Quellental“ genannt
- – verbindet Unterer Steinbecker Weg und Im Frettholz
- Hausnummern: 1 bis 16

### R

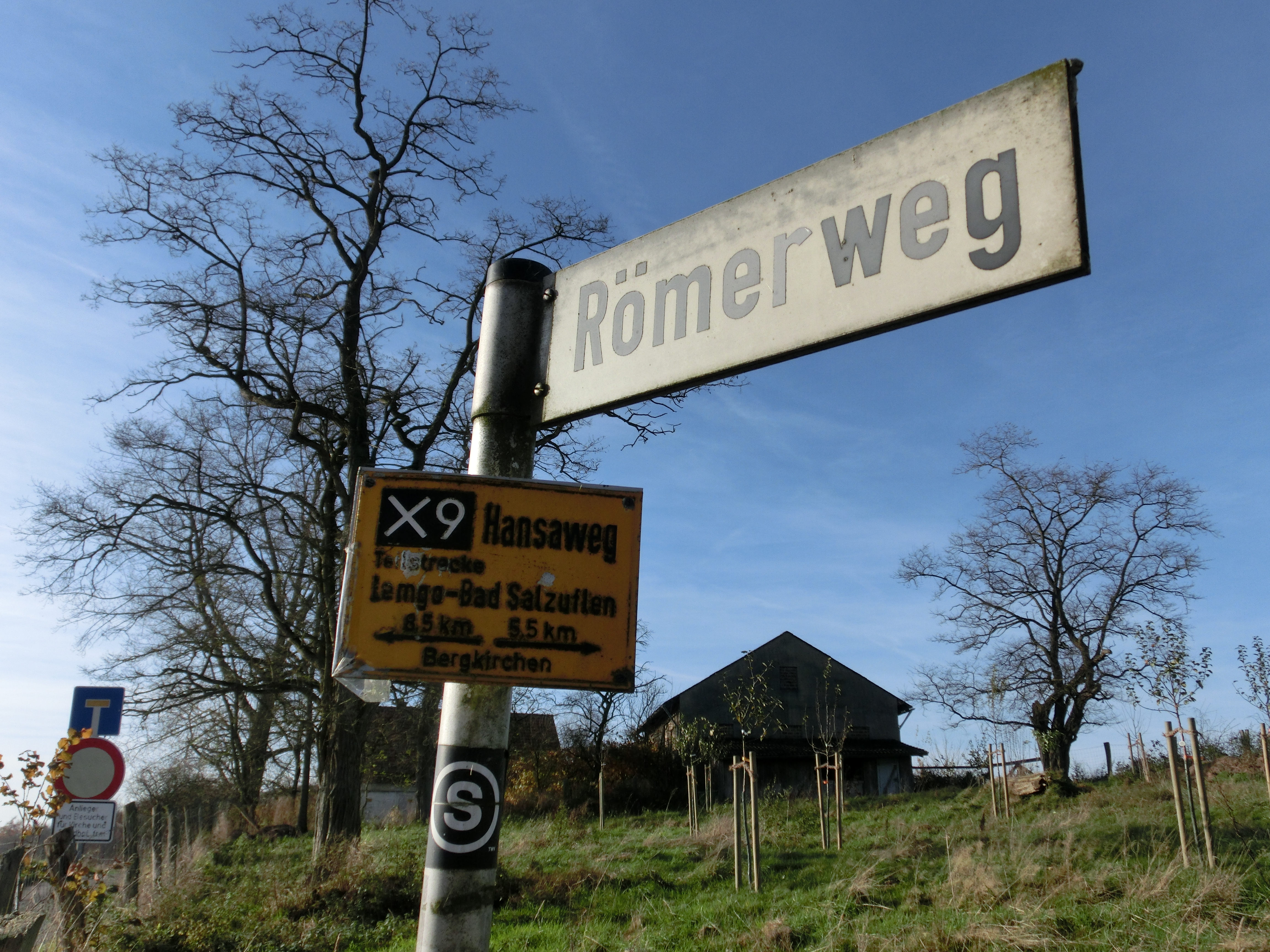
„Römerweg“ / „Hansaweg“

– ehemals 
- – zweigt zweimal nach rechts von der Loosestraße ab
- Hausnummern: 1 bis 25
  - Nr. 01: „Hof Bartoltt uff der Krutthofe/Brinker/Brinkmeier“, ehemals „Unterwüsten 47“, dann „Krutheide 14“; erbaut 1606[24][6]
  - Nr. 09: „Hof Brand“, ehemals „Unterwüsten 37“, dann „Krutheide 16“; erbaut 1605 und damit das wohl älteste Haus Wüstens
    - die Balkeninschrift lautet: TUE RECHT UND SCHEUE NIEMAND ANNO 1605 M GERT KARE[25][26][6]

  - Nr. 16: ehemals „Hof Lucke Kleymann/Lüdeke Kleimann“, „Unterwüsten 51“
    - die Torbogeninschrift lautet ANNO 1776 DEN 10 JULI HABEN JOHAN HENRICH TIELCKE UND ANNA ILSABEIN KLEMAN DIESES HAUS LASSEN BAUEN • ALLES WAS MEIN TUHEN UND ANFANG IST DAS GESCHEHE IM NAME JESU CHRIST ER STEHE MIR BEI FRUH UND SPAHT BIS MEIN TUHEN EIN ENDE HAT  M(eister) JOHAN BERNDT LINNEMAN

  - Nr. 18: ehemals „Hof Pauck“, „Unterwüsten 48“ und „Krutheide 18“; die erste Erwähnung des 2012 bei einem Sturm zusammengefallenen Hauses datiert aus der Volkszählung im Jahre 1609
    - die Inschrift des Torbogens lautete Im Jahr 1812 den 21 Juni haben Berd Pauk u Henriette Pauk geb Krautkrüger dieses Haus bauen lassen. Laß mich früh hören deine Gnade, denn ich hoffe auf dich thue mier kund den Weg darauf ich gehen soll denn mich verlanget nach Dier M(eister) U. G.[27]

  - Nr. 21: → siehe Hauptartikel „Baudenkmal Ringstraße 21“
  - Nr. 25: ehemals „Unterwüsten 91“, Schwarze Jobst oder Jobstmeier, später „Kinderpension Kölling“
    - Die Inschrift lautet: ANNO 1707 D. 23 JUNIUS JOHAN HERM SCHWARZE UND ANNA MARGRETHA ILSABEIN BROCKMEIERS H.D.H.L.B. KN  AN GOTTES SEGEN IST ALLES GELEGEN   M(eister) BERNDT PRÜSNERS

- – zweigt vor ‚Nr. 12‘ von Hollenstein nach rechts ab und führt zum Bad Salzufler Ortsteil Bergkirchen
- Hausnummer: 1
  - Nr. 1: ehemals „Hof Kulennholtter/Kulenhölter“, „Oberwüsten 6“
    - die Inschrift des Torbogens lautet Den 20 Mey 1773 ist das vorge Haus abgebrandt und anno 1773 den 3 Auguts hat Hans Herman Kuhlenholter und Anna Kattrine Immina Schuckmans haben dies Haus lassen bauen. Psalm 119 V. 15.16.17. Ich rede was du befohlen hast und schaue auf deine Wege. Ich habe Lust zu deinen Rechten und vergese deiner Worte nicht. Tuhe wohl deinem Knechte tuhe wohl dei ner Magdt das wir leben und deine Worte haltten   M(eister) Herrn Deppe[6]
- Der von Herford herführende Hansaweg (  X9  ) verläuft auf einem Teil des Römerwegs und dann weiter bis nach Hameln

 – ehemals 
- – verbindet Salzufler Straße und Am Hang; gegenüber ‚Nr. 10‘ Adalbert-Stifter-Straße abzweigend
- Hausnummern: 2 bis 19

### S

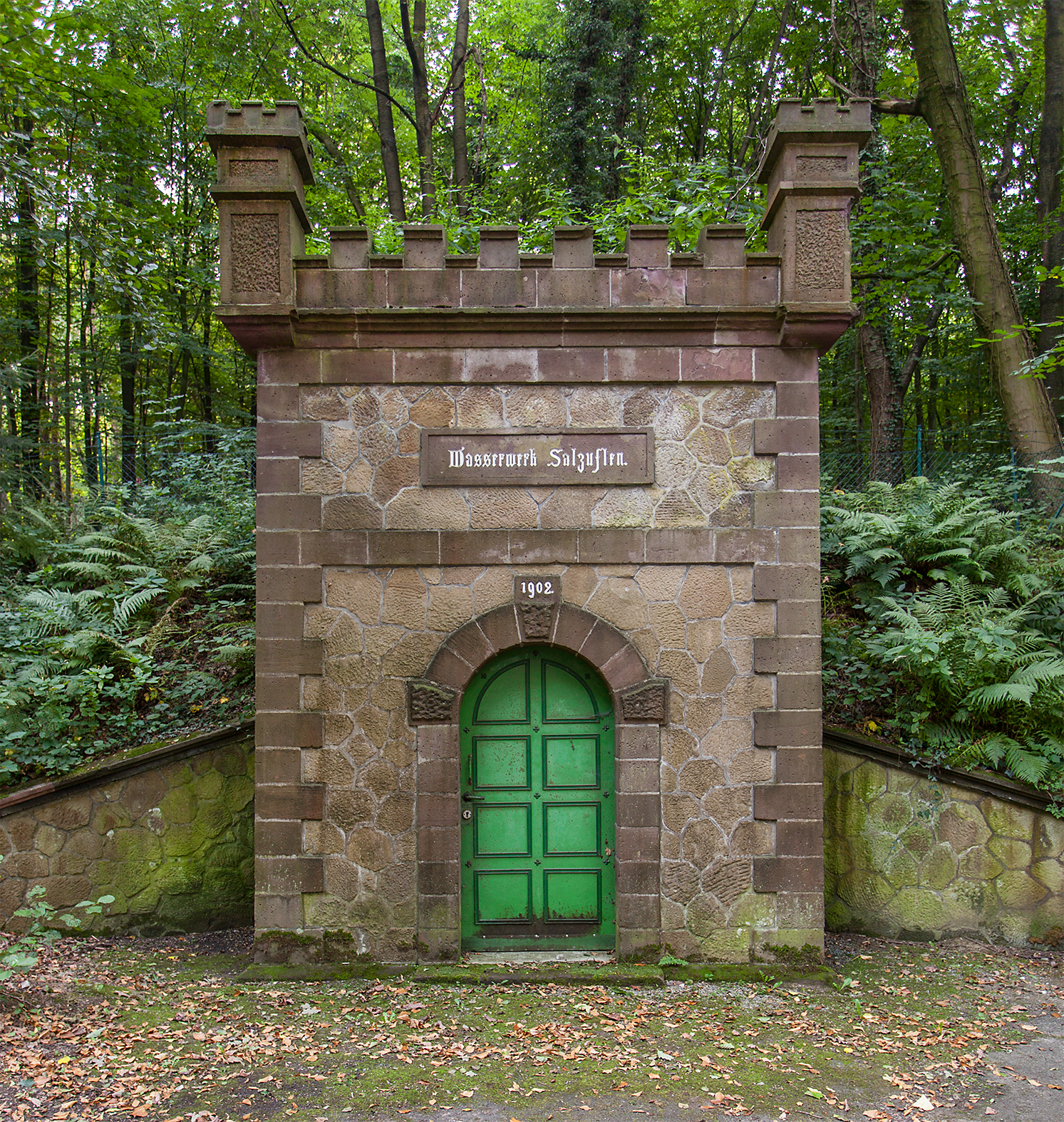
Wasserbehälter

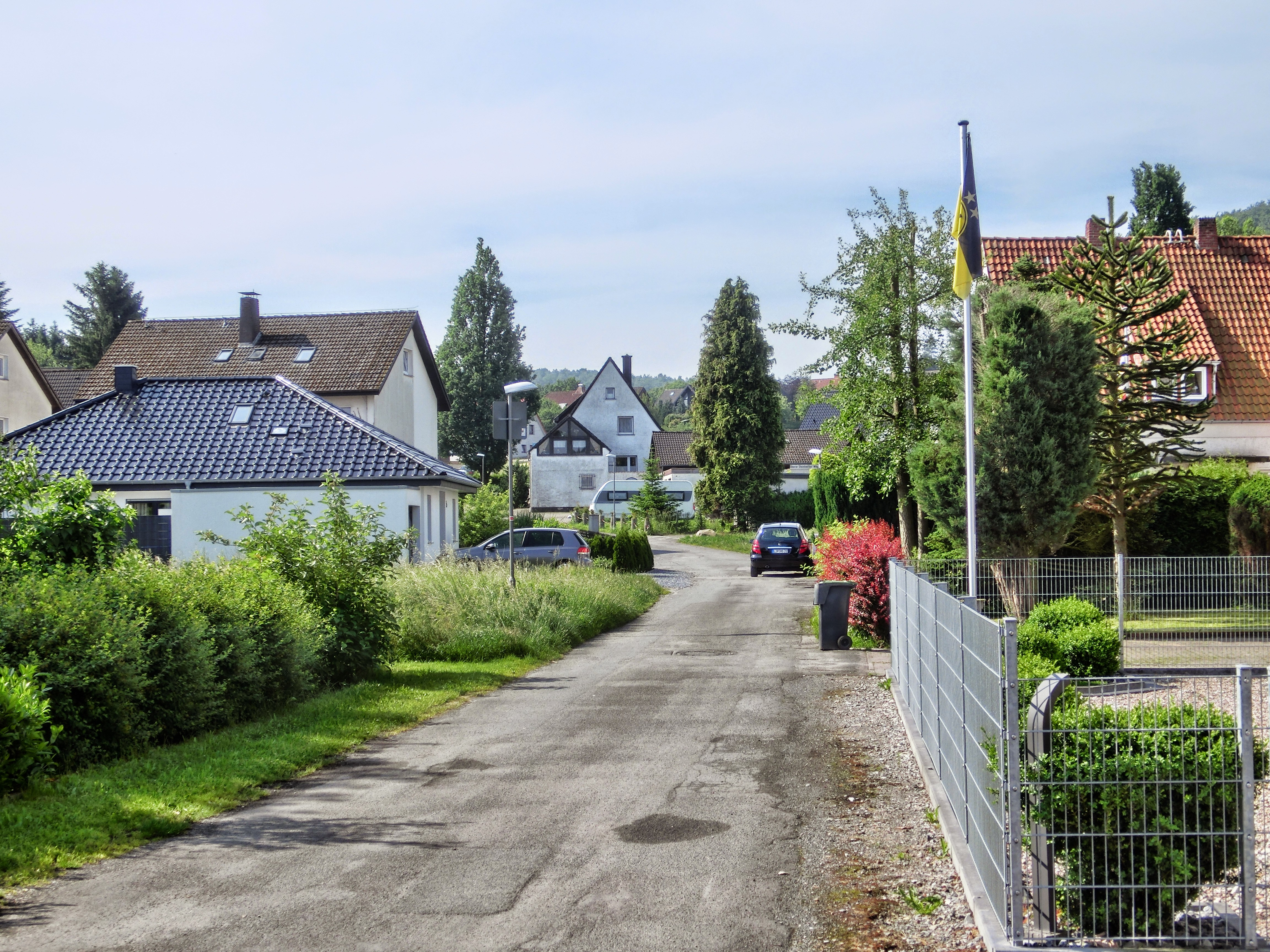
Steinweg

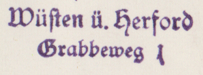
Grabbeweg 1 (1964)

– ehemals 
- Benannt nach der bei Exter entspringenden und in die Bega mündende Salze, die hier die Grenze zwischen den Kreisen Lippe und Herford bzw. den Städten Bad Salzuflen und Vlotho bildet
- – nach ‚Nr. 10‘ von der Loosestraße rechts abzweigend
- Hausnummern: 1 bis 16
  - Nr. 1: ehemals „Wylmenn uppem Brochhoue/Brokhof“, „Unterwüsten 9“; der Brokhof gehört zu den Uralt-Höfen im heutigen Wüsten, bis 1498 lippisches Lehen, dann, bis 1513 Lehen der Stadt Salzuflen.[4][6] Bei der Teilnahme „Unser Dorf soll schöner werden“ wurde dem Brokhof nach umfangreicher Sanierung 1999 der Sonderpreis des Kreises Lippe für „Vorbildliche Gestaltung und Nutzung leerstehender Gebäude“ zuerkannt.[28]
    - die Inschrift des Bauernhauses lautet: IM JAHRE 1882 DEN 17TEN JUNI HABEN AUGUST BROKMEIER UND JULIE PELSHENKE DIESES HAUS BAUEN LASSEN. ICH BIN ERBAUT AUS HOLZ UND STEIN MEIN DAUERN STEHT BEI GOTT ALLEIN. SCHÜTZ, HERR; VOR UNGLÜCK, FEUERSBRUNST, SONST IST UMSONST DES MENSCHEN KUNST.
    - die Inschrift der Leibzucht (Scheune) lautet: ANNO 1797 D 21 JUNI HABEN BERND HEINRICH BROCKMEIER UND ANNA GRET ILSABEIN KRAUTKRÜGERS DIS H. B. LASSEN. AN GOTTES SEGEN IST ALLES GELEGEN  M J BEINICKMEIER[6]

  - Nr. 4: ehemals „Hof Pock/Pauk“, „Unterwüsten 10“
    - die Torbogeninschrift lautet: ANNO 1800 IST DAS VORIGE MEIERHAUS ABGEBRANDT ANNO 1801 IM IUNIUS HABEN I I OSTERHAGE UNDT I PAUCKS DIESES HAUS LASSEN BAUEN · BEFIEHL DEM HERREN DEINE WEGE UND HOFFE AUF IHN ER WIRDS GEWIS WOHL MACHEN
    - die Torbogeninschrift des Leibzuchthauses lautet: ANNO 1813 DEN 17 IULIUS HABEN HAN JOBST AUS STERHAGEN UND ANNA MARIE SCHIRLOTTE DIESES HAUS LASSEN BAUEN DEM HERREN MUST DU TRAUEN SOLL DIR ES WOHLERGEHN AUF SEIN WERCK MUST DU SCHAUEN WENN DEIN WERCK SOLL BESTEHN·HOF O DU ARME SEELE HOF UND SEI UN·V·S  – SIE IST AUS BRUN·T·U·H –––– M·HANS HERM PRÜSNER

  - Nr. 12: erbaut 1631
    - auf dem nur zum Teil erhaltenen Torbogen ist ein Sinnspruch des römischen Dichters Quintus Ennius in lateinischer Sprache zu lesen: AMICUS CERTUS IN RE INCERTA CERNITUR IX[6]
- im Bereich Salzeweg: → siehe Hauptartikel „Baudenkmal Landesgrenzsteine“

- – die von der Wüstener Ortsmitte nach Bad Salzuflen führende Landesstraße  L 535  verbindet Auf der Heide, Kirchheider - und Vlothoer Straße mit der von Salzuflen kommenden Wüstener Straße; Stiftweg (l) abzweigend, Steinweg kreuzend, Roseggerweg (l), Am Hang (l) und Steinkuhlenstraße (l) abzweigend; sie ist die Haupteinkaufsstraße Wüstens mit Apotheken, Edeka-Markt, Sparkasse, Tankstelle, Volksbank und anderen Geschäften
- Hausnummern: 1 bis 68
  - vor Nr. 01:  Stadtbus-Haltestelle „Kreuzung“
  - bei Nr. 21:  Stadtbus-Haltestelle „Salzufler Straße 21“
  - bei Nr. 37:  Stadtbus-Haltestelle „Roseggerweg“
  - gegenüber Nr. 37 steht ein Meilenstein am Straßenrand[29]
  - nach Nr. 53: 1902 erbauter Wasserbehälter → siehe Hauptartikel „Baudenkmal Wasserbehälter“; dort  Stadtbus-Haltestelle „Wasserwerk“

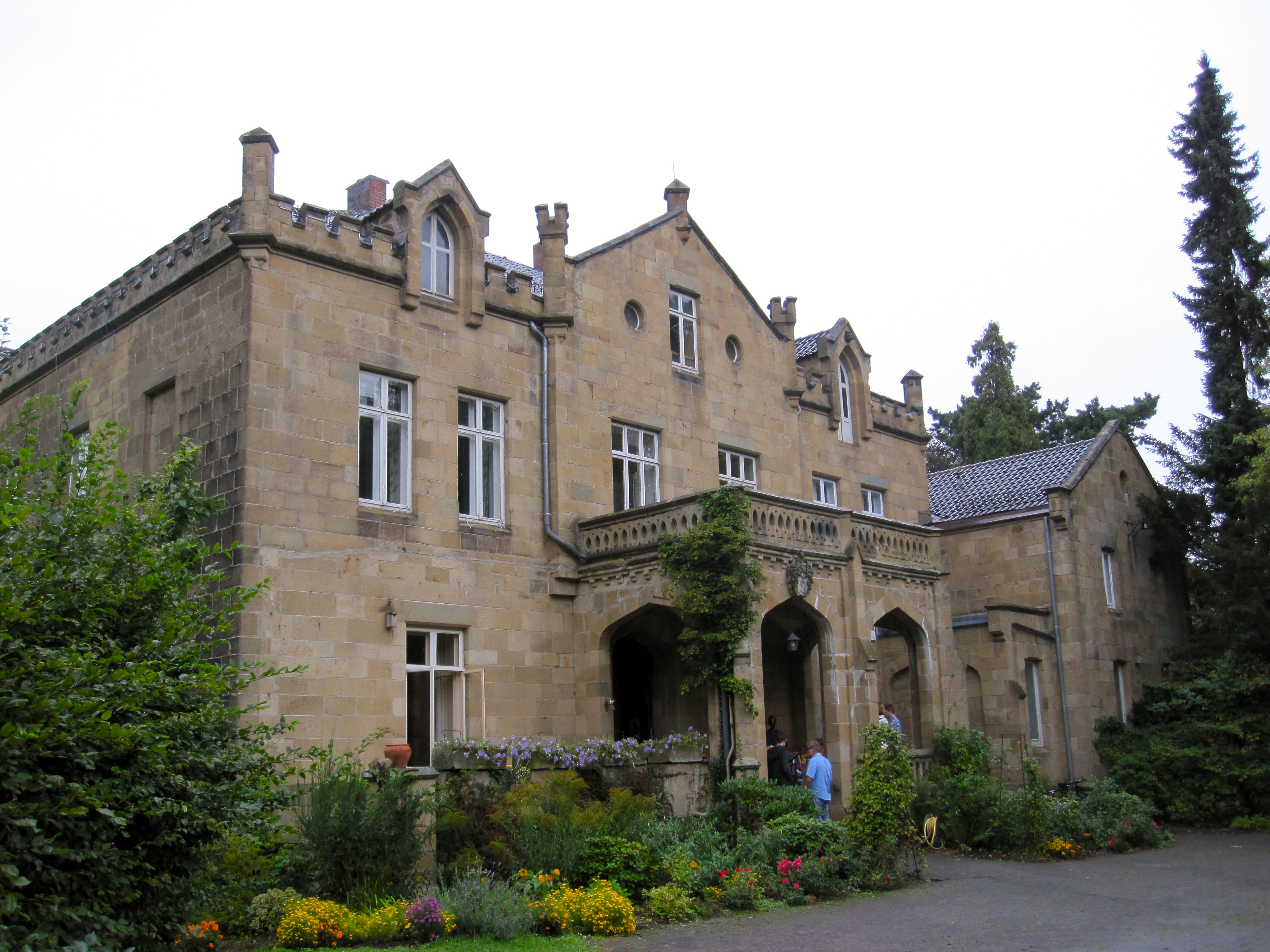
Herrenhaus „Gut Steinbeck“

- Benannt nach dem „Gut Steinbeck“
- – zweigt von Extersche Straße (zu Bad Salzuflen) als durchlässige Sackgasse für Fußgänger und Radfahrer zur Waldemeinestraße ab
- Hausnummern: 1 bis 9
  - Nr. 1: → siehe Hauptartikel „Baudenkmal Gut Steinbeck“
  - Nr. 3: „Reitehof Salzetal“
- westlich von Steinbeck ist das Naturschutzgebiet Salzetal (LIP-039) ausgewiesen[30]
- im Bereich Steinbeck ist ein Teil des 29,32 Hektar großen Landschaftsschutzgebiets „Wüstener Bach“ ausgewiesen

 – ehemals 
- – verbindet Salzufler Straße und Langenbergstraße; gegenüber ‚Nr. 18‘ Am Hang abzweigend
- Hausnummern: 1 bis 56

 – ehemals  und 
- – führt von Auf der Heide zum Langenberg hinauf; Oberer Steinbecker Weg und Salzufler Straße kreuzend, Albert-Schweitzer-Straße (l), Stiftweg (l), Adalbert-Stifter-Straße (r) und Annette-von-Droste-Hülshoff-Straße (l) abzweigend; durchlässige Sackgasse für Fußgänger und Radfahrer Richtung Auf der Heide
- Hausnummern: 1 bis 50

 – ehemals 
- Benannt nach dem „Evangelischen Stift zu Wüsten“ (siehe bei Langenbergstraße)
- – verbindet Salzufler Straße (nach ‚Nr. 7‘) und Steinweg (nach ‚Nr. 13a‘); Albert-Schweitzer-Straße (r, nach ‚Nr. 8‘) und Gebrüder-Grimm-Straße (r, nach ‚Nr. 40‘) abzweigend
- Hausnummern: 1 bis 57

- Benannt nach „Sundern“ oder „Sondern“, einer von der Gemeindemark abgesonderte Fläche, einem aus der allgemeinen Nutznießung ausgesonderten und dem Privatgebrauch übergebenen Grundstück
- – zweigt zweimal nach links von der Gustav-Schalk-Straße ab
- Hausnummern: 1 bis 5
  - Nr. 1/1a: ehemals „Unterwüsten 6“, Hofanlage „Schemmelge/Schemlige“ und „Obstplantagen Schemmel“
    - die Torbogeninschrift am Kötterhaus lautet ANNO 1745 DEN II JUNY HAT JOHAN BERNDT SCHEMMEL UND ANNA ELISABETH LINNEMANS PS. LII.10. ICH ABER WERDE BLEIBEN WIE EIN GRUNER OELBAUM IM HAUSE GOTTES VERLASSE MICH AUF GOTTES GUTE IMMER UND EWIGLICH – M.H.ST.H
    - die Inschrift an der Remise lautet ANNO 1857 DEN 9. APRIL HAT WILHELM SCHEMMEL UND WILHELMINE MEIERJOBST DIES HAUS RICHTEN LASSEN · MEINE AUGEN SEHEN NACH DEN TREUEN IM LANDE DASZ SIE BEI MIR WOHNEN UND HABE GERN FROMME DIENER[4]
    - Die bei einem Umbau verlorengegangene Inschrift des Bauernhauses lautete: ANNO 1811 DEN 13 JULIUS HAT JOHAN BARTOLD SCHEMMEL UND LUISE CHARLOTTE SPARBRODT …; SOWIE EIN HAUS DAS FEST INEINANDER VERBUNDEN IST NICHT ZERFÄLLT VOM STURMWIND ALSONFÜRTET SICH AUCH EIN MENSCH WELCHER SEINER SACHEN GEWIS IST VOR KEINEM SCHRECKEN. ABER GOTT FÜRTEN IST DIE WEISHEIT DIE REICH MACHET UND ALLES GUTE MIT SICH BRINGT. SIE ERFÜLLT DAS GANZE HAUS MIT IHREN GABEN UND ALLE GEMAECHER MIT
    - Der Torbogen der abgerissenen Leibzucht wurde verwahrt, die Inschrift lautet: ANNO 1619 HEFFT BERND SCHEMMELL UND MEIN EHELICHE HAUSFROUWE MARGRETHA DUTH HUS LATHEN BUWEN. WOLL GODT VORTRUWET HATH WOLL GEBUWET   M. PETER BARTO[6]
    - Siehe auch: Grabinschrift/en der Familie Schemmel auf dem Friedhof Wüsten

  - Nr. 2: „Hof Schalk“, ehemals „Unterwüsten 8“, im Landesschatzregister von 1535 erstmals erwähnt
    - die Inschrift lautet IM JAHRE 1837 DEN 18. JULI HABEN HEINRICH SCHALK UND HENRIETTE SCHWABEDISSEN DIESES HAUS BAUEN LASSEN. IM NAMEN DES HERRN JESUS CHRIST DIESES HAUS GEBAUT IST ZU WOHNEN IN WELT. WOHL DEM DER IN DER HIMMELSSTADT AUCH EINE SICHERE WOHNUNG HAT. M(eister) STURHAHN
    - die Inschrift am Viehhaus lautet Denn Juni 1863 ist durch Gottes Hülfe dies Haus erbaut von Simon Sparbrod u Elenore Meier zu Hölsen
    - in der Hofmauer ist Gloria in e/celsis deo“ und „S Sparbrod E Meier zu Hölsen zu lesen

  - Nr. 3: „Hof Engelke(nsmeier)“, ehemals „Unterwüsten 12“, ursprünglich preußisch, 1787 im Austausch an Lippe;[6]
    - die Inschriften an der Giebelfront lauten Anno 1847 den 10 Julius Christoph Meise Annemarie Engelkens und Friedrich Wilhelm Engelkensmeier Anemarie Albertsmeier haben dies Haus lassen bauen. Meister Heinrich Sturhan und Gott mit uns der Herr behüte uns vor allem Übel. Er behut unsre Seele. Wer ein und ausgeht durch die Thür der mus bedenken für und für dasz unser Heiland Jesus Christ die rechte Thür zum Himmel ist. Wo der Herr nicht das Haus bauet, so arbeiten umsonst die daran bauen. Wo der Herr nicht das Haus behütet, so wachet der Wächter umsonst.

  - Nr. 4: „Hof Brune/Bökemeier/Güse“, ehemals „Unterwüsten 58“
    - die Inschrift des Torbogens lautet Anno 1738 den 20 September hat Johan Henrich Brune und Ilsebendt Kixmöllers dis Haus lassen bauen mit Gottes Hülfe Giebelfirst: Ehre sei Gott in der Höhe[31]

  - Nr. 5: „Hof Schalck“, ehemals „Unterwüsten 49“
    - die Torbogeninschrift lautet So wie ein Haus das fest ineinander verbunden ist nich zerfalt bei Sturm Wind also fuchtet sich auch ein Mensch welcher seiner Sachen gewis ist vor keinem Schrecken. Aber Gott fürchten ist die Weisheit die reich machet und alls Gute mit sich bringt. Sie erfüllet das Haus mit ihren Gaden. Den 18. Julius 1830

  - im Bereich Sundern: → siehe Hauptartikel „Baudenkmal Landesgrenzsteine“

### T
- – verbindet Oberer Steinbecker Weg/Unterer Steinbecker Weg und Im Frettholz
- Hausnummern: 1 bis 43

### U
– ehemals 
- Der untere Teil des Wegs nach dem bei der Waldemeine liegenden Gut Steinbeck
- , verbindet Waldemeinestraße und Oberer Steinbecker Weg; Hudeweg, Quellenstraße und Teichstraße nach rechts abzweigend; Tempo-30-Zone, Durchlässige Sackgasse für Fußgänger und Radfahrer Richtung Oberer Steinbecker Weg
- Hausnummern: 1 bis 25

### V
- Nach dem 255 m ü. NHN hohen, zwischen Wüsten und Bad Salzuflen liegenden Vierenberg benannt; für den Namen gibt es heute zwei Erklärungen: Zum einen wird er von „Feuerberg“ (Fyrenberg, auch Fierenberg) abgeleitet, die andere Version sagt aus, dass hier oben die vier germanischen Gottheiten Tyr, Wodan, Donar und Frigga oder Holde, verehrt worden sein sollen; die Bedeutung ist im Kern ähnlich, sie erzählt von Sonnenwendfeuern und Opferungen
- – verbindet Hollenstein und Wiensieker Weg; Hollensteiner Weg vor ‚Nr. 1‘ nach links abzweigend
- Hausnummern: 1 bis 10
  - Nr. 4: ehemals Oberwüsten 26
    - die Torbogeninschrift lautet: Anno 1827 den 16t Junius hat Johan Jobst Wieenboker und Anna Maria Lawisa Wechterbartol dieses Haus lassen bauen. Auf Got und nicht auf meinen Rath will ich mein Glücke bauen und den der mich erschaffen hat mit ganser Sele trauen der die Welt allemächtig hält wird mich in meinen Tagen als Got und Vater tragen. – M Hans Herm Prüsner
- Der von Herford herführende Hansaweg (  X9  ) verläuft auf einem Teil der Vierenbergstraße und dann weiter über Hollenstein und Römerweg bis nach Hameln

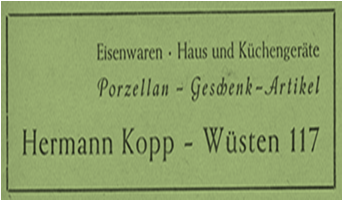
Anzeige der Firma Kopp aus den 1950ern.

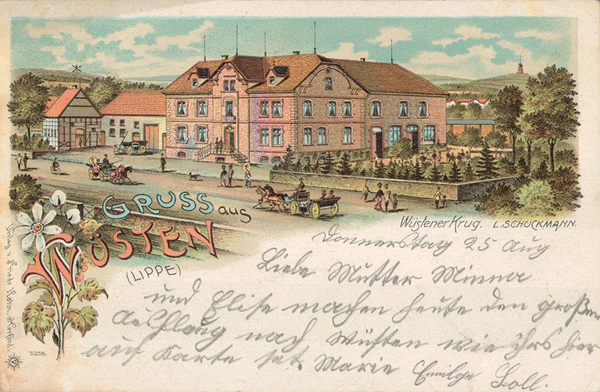
Der Wüstener Krug um 1905.

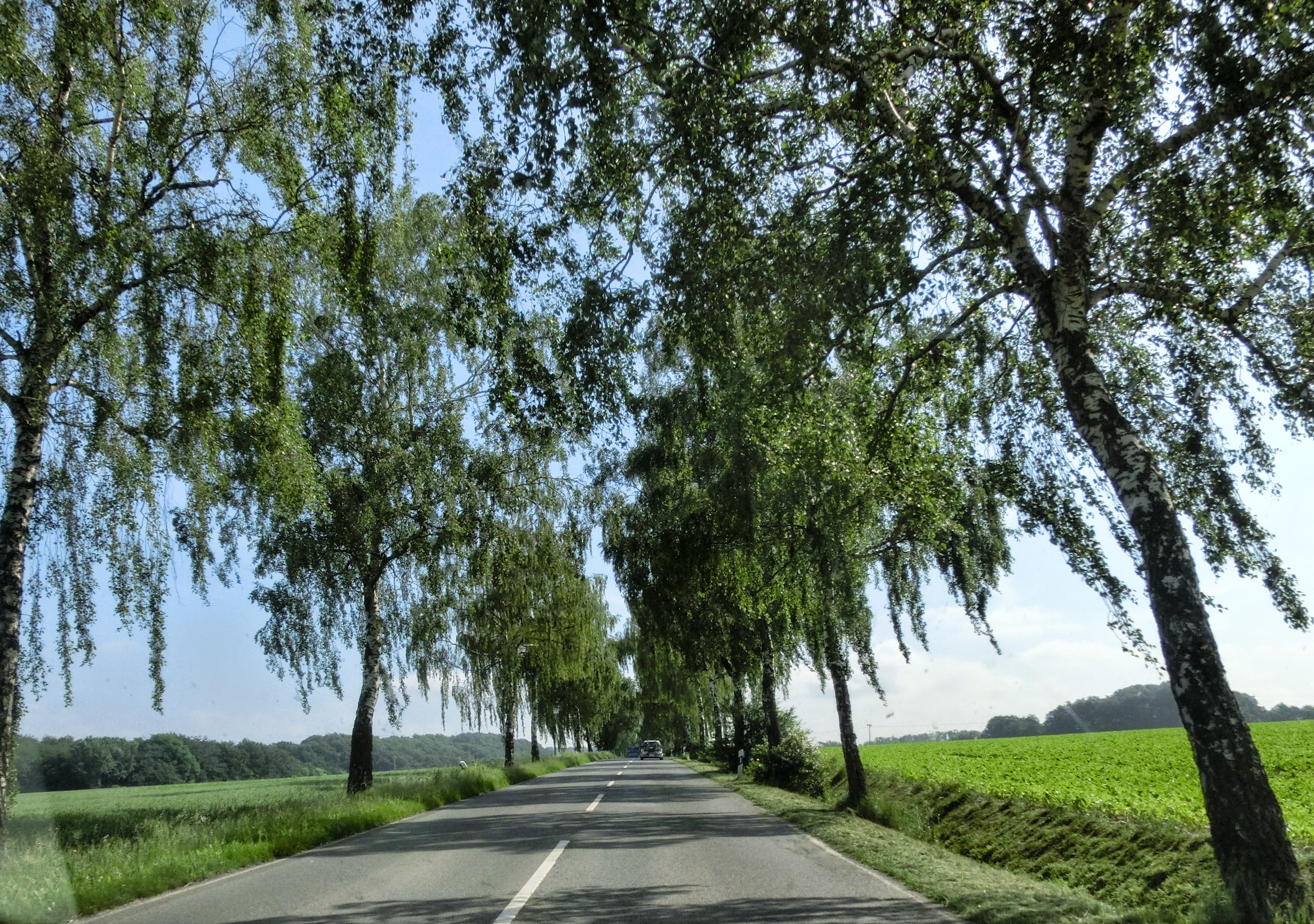
Die „Birkenallee“

- Die Straße nach der Nachbarstadt Vlotho, rund zehn Kilometer von der Wüstener Ortsmitte, zwischen dem Abzweig Glimbachstraße und Niederlag/Schwabedissen im Volksmund auch „Birkenallee“ genannt; die Straße wurde zwischen 1845 und 1952 in ihrem heutigen Verlauf neu- bzw. ausgebaut
- – die Landesstraße  L 535  verbindet die Wüstener Ortsmitte (Auf der Heide, Kirchheider Straße, Langenbergstraße und Salzufler Straße) mit der Salzufler Straße (zu Vlotho); Jobsthardestraße (r, vor ‚Nr. 4‘), Alte Dorfstraße (r, bei ‚Nr. 12‘), Glimbachstraße (l), Gustav-Schalk-Straße (l) und Pehlen (r) abzweigend
- Hausnummern: 1 bis 23
  - Nr. 1: ehemaliges Färberhaus des Blau- und Schönfärbers Lamberg, „Unterwüsten 61“, dann „Kirchheider Straße 1“
  - vor Nr. 2: erste Elektrofahrzeug-Ladestation Wüstens
  - vor Nr. 2: „Kriegerdenkmal“; am 29. Oktober 1922 eingeweiht, den vier Gefallenen des Deutsch-Französischen Kriegs 1870/71, 97 Opfern des Ersten Weltkriegs und 183 Toten des Zweiten Weltkriegs gewidmet
  - Nr. 5: „Haus Schemmel“, ehemals „Unterwüsten 103“
  - Nr. 6: ehemals „Unterwüsten 24“, heute „Wüstener Krug“
  - Nr. 7: ehemals „Unterwüsten 117“
  - gegenüber Nr. 7:  Stadtbus-Haltestelle „Kreuzung“
  - Nr. 13: ehemals „Hof Tönieß-Töns Jobstharde“, „Unterwüsten 23“
    - die Inschrift lautet Psalm 16 V 3 Befiehlen den Herren deine Wercke so werden deine Anschlage fortgehen. Das Ende eines Dinges ist besser den sein Anfang Pred. Sal 7 V 9 Christion Grothegut und Anna Ilsabein Kehden haben dis Haus lassen bauen durch M(eister) Herm Sturhann den 2ten July Anno 1746

  - Nr. 15: ehemals „Hofmeisters Hof“, „Unterwüsten 23“; → siehe Hauptartikel „Baudenkmal Vlothoer Straße 15“
  - Nr. 19: ehemals „Hof Woisenbeck/Wüstenbecker“, „Unterwüsten 22“, erstmals 1590 im Landesschatzregister erwähnt
    - die Torbogeninschrift an der heutigen Straßenfront lautet Im Jahre 1850 den 1 Juni haben Friedrich Karl Wüstenbecker und Maria geb. Saak dieses Haus mit Gottes Hülfe bauen lassen. Wo der Herr das Haus nicht baut, ist alle Müh vergebens. Wo man auf seine Hülfe traut, da hilft der Fürst des Lebens und führt uns sicher ein und aus bis wir ererben jenes Haus, dort bei den ewgen Hütten
    - die Inschrift an der ehemaligen Straßenfront lautet Anno 1821 den 23 Juni hat Johann Henrich Wüstenbeker und Lowise Henrietta Krukenmeier dieses Haus lassen bauen. Durch Weisheit wird ein Haus gebaut und durch Verstand erhalten. Wir bauen Häuser und Polaste und sind hier doch nur fremde Geste. Wohl dem der in der Himmelstadt auch eine schöne Wohnung hat
    - die Inschrift der abgerissenen Leibzucht, von der nur noch Fragmente bekannt sind, lautete: Anno 1736 den (…) haben Jobst Heinrich Sparbrodt und Anna Elis. Wüstenbeckers diese Haus lassen bauen (…)

  - Nr. 21: Gemeindehaus der „Evangelisch-reformierten Kirchengemeinde Wüsten“
  - bei Nr. 21: → siehe Hauptartikel „Baudenkmal Evangelische Kirche Wüsten“
  - bei Nr. 21: → siehe Hauptartikel „Baudenkmal Friedhof Wüsten“
  - im Bereich der „Birkenallee“ stehen bei Kilometer 0,80 und 1,80 zwei Meilensteine am Straßenrand[32]
  - bei „Hof Niederlag“:  OWL Verkehr-Behelfshaltestelle „Niederlag“
  - nach den Höfen „Niederlag“ und „Schwabedissen“ überführt die Vlothoer Straße die Glimke

- Die Straße nach dem Ortsteil Voßhagen; aus „Voß“ = „Fuchs“ und „Hagen – Hag“ = ‚Hecke‘ entstand diese Flurbezeichnung
- – zweigt nach rechts von der Kirchheider Straße ab; Voßhäger Weg nach rechts abzweigend, Neue Dorfstraße querend, ab dort Sackgasse
- Hausnummern: 25 und 25a
  - Nr. 25: ehemals „Oberwüsten 79“
    - die Torbogeninschrift lautet Im Jahr 1818 den 10 Juli hat Bernd Krumme und Loise Wienboker dis Haus lassen bauen. (Psalm 119 V 41) Herr lasse mir deine Gnade widerfahren deine Hilfe nach deinem Wort M.(eister) F. Prussner

 – ehemals 
- Der Weg nach dem Ortsteil Voßhagen; aus „Voß“ = „Fuchs“ und „Hagen – Hag“ = ‚Hecke‘ entstand diese Flurbezeichnung
- – von der Voßhäger Straße rechts abzweigend
- Hausnummern: 1 bis 5a
  - Nr. 2: „Hof Hansmeier“, ehemals „Oberwüsten 58“, dann – 1939 – „Wüsten 241“ und seit den 1950er Jahren „Talweg 2“
    - die Torbogeninschrift lautet ANNO 1717 DEN 15 OKTOB HAT CORT UND ANNA CATTRINA MEIERS DIS HAUS DURCH MEISTER BERENT PRÜSNER LASSEN BAUEN. Ps CXXVII (= 127) V1 WO DER HERR NICHT DAS DAS HAUS BAUET SO ARBEITEN UMSONST DIE DARAN BAUEN ANNO:TIT

  - Nr. 3: ehemals „Oberwüsten 56“
    - die Inschrift lautet Im Jahr 1836 den 2 ten Juli hat Johann Henrich Begemann und seine Frau Sophie Bohle aus Ersen dieses Haus lassen bauen. Darum das ich deinen Zorn erwecket habe und groß Übel vor dir getahn damit das ich solche Greuel und soviel Argernis angerichtet habe darum beuge ich nun die Knie meines Herzen und bitte ich dich Herr um Gnade   M(eister)H.H.PNER

  - Nr. 5 und 5a: ehemals „Oberwüsten 47“
    - die Torbogeninschrift lautet ANNO 1813 DEN 5 JULIUS HAT JOHANN HENRICH TIELCKE UND ANNA MARIA FRIEDERIKE KORTMEIERS HABEN DIESES HAUS LASSEN BAUEN BIS HIERHER HAT MICH DER HERR GEHOLFEN
    - Die Inschrift der Leibzucht lautet IM JAHRE 1882 DEN 8 TEN JUNI HAT J.H. TIELKE UND LUISE SCHÄFER MIT IHREM SOHN H. TIELKE DIESES HAUS M. GOTTES HÜLFE BAUEN LASSEN. GOTT SEGNE DIESES HAUS MIT GNADE UND SEGEN BIS ANS ENDE
- entlang des Voßhäger Wegs ist ein Teil des 29,32 Hektar großen Landschaftsschutzgebiets „Wüstener Bach“ ausgewiesen

### W
– ehemals 

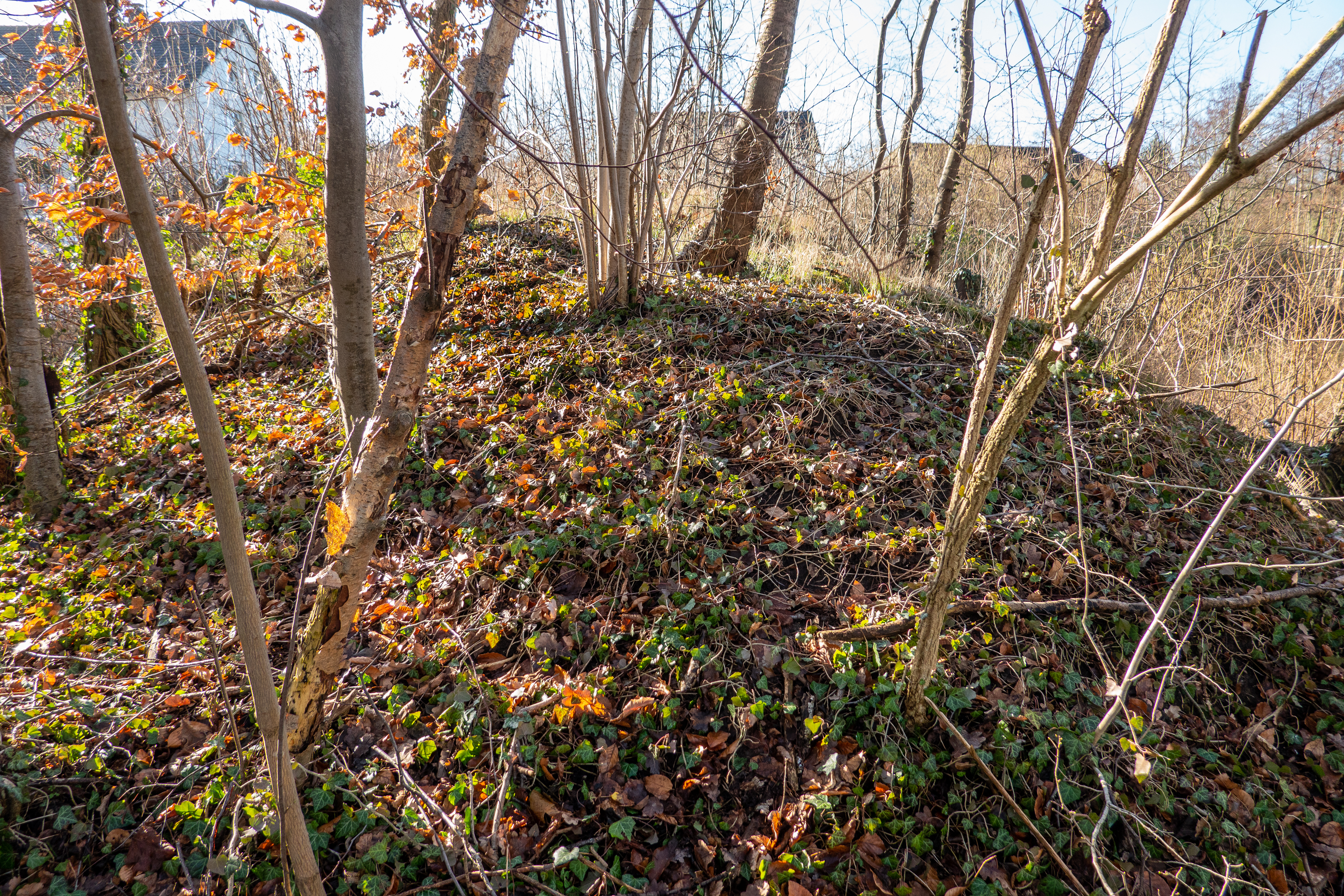
Alte Straßenwarte

- Nach dem Wohngebiet „Waldemeine“, ehemals „Wollemeine“, „Wohlgemeine“ und „Wolemene“, benannt; früher Teil des „Frankfurter Wegs“ zwischen Paderborn und der Weser bei Vlotho
- – verbindet Alte Vlothoer Straße (von Bad Salzuflen) mit Auf der Heide, Hellerhauser Straße und Loosestraße; Im Frettholz (r), Steinbeck (r) und Unterer Steinbecker Weg (r) abzweigend
- Hausnummern: 22 bis 85
  - vor Abzweig Steinbeck: → siehe Hauptartikel „Baudenkmal Stumpfer Turm“
  - nach Nr. 37: „Alte Straßenwarte“
  - bei Nr. 27:  Stadtbus-Haltestelle „Im Frettholz“
  - bei Nr. 32:  Stadtbus-Haltestelle „Quellental“
  - Nr. 42: „Hof Kreymeier/Krutmeier/Brandsmeier“, ehemals „Unterwüsten 57“
    - die Inschrift des Bauernhaus-Torbogens lautet ANNO 1875 DEN 1 JUNI HAT HEINRICH BÖKEMEIER UND ANNA LUISE MÜSSEN MEIER·DIESES HAUS LASSEN BAUEN: LASZ UNS NIE VERGESSEN·DASZ WIR HIER KEINE BLEIBENDE STÄDTE HABEN: SONDERN DIE ZUKÜNFTIGE SUCHEN: WIR SIND AUF ERDEN NUR GÄSTE: GOTT SEGNE DIESES HAUS UND ALLE DIE DA GEHEN EIN UND AUS   M(eister)·FRITZ·PRÜSZNER
    - die Inschrift des Torbogens der Leibzucht über Stern und Lippischer Rose lautet ANNO •1780•DEN 10 IUNYUS•HAT IOHANN JOBST BEGEMAN UND ANNA SOFIE KREIMEYERS•HABEN DIESES HAUS LASSEN BAUEN•DAS IST MIR LIEB DAS DER HERR MEINE STIMME UND MEIN FLEHEN HÖRET DARUM WIL ICH MEIN LEBENLANG IHN ANRUFEN   M(eister) H.BEGMA

  - Nr. 75: ehemals „Unterwüsten 119“ und „Alte-Vlothoer-Straße 5“
  - Nr. 81: ehemals „Unterwüsten 116“ und „Alte-Vlothoer-Straße 2“
  - Nr. 83: ehemals „Unterwüsten 123“ und „Alte-Vlothoer-Straße 1“
  - bei Nr. 83:  Stadtbus-Haltestelle „Waldemeinde-Heide“
- entlang des Waldemeinestraße ist ein Teil des 29,32 Hektar großen Landschaftsschutzgebiets „Wüstener Bach“ ausgewiesen

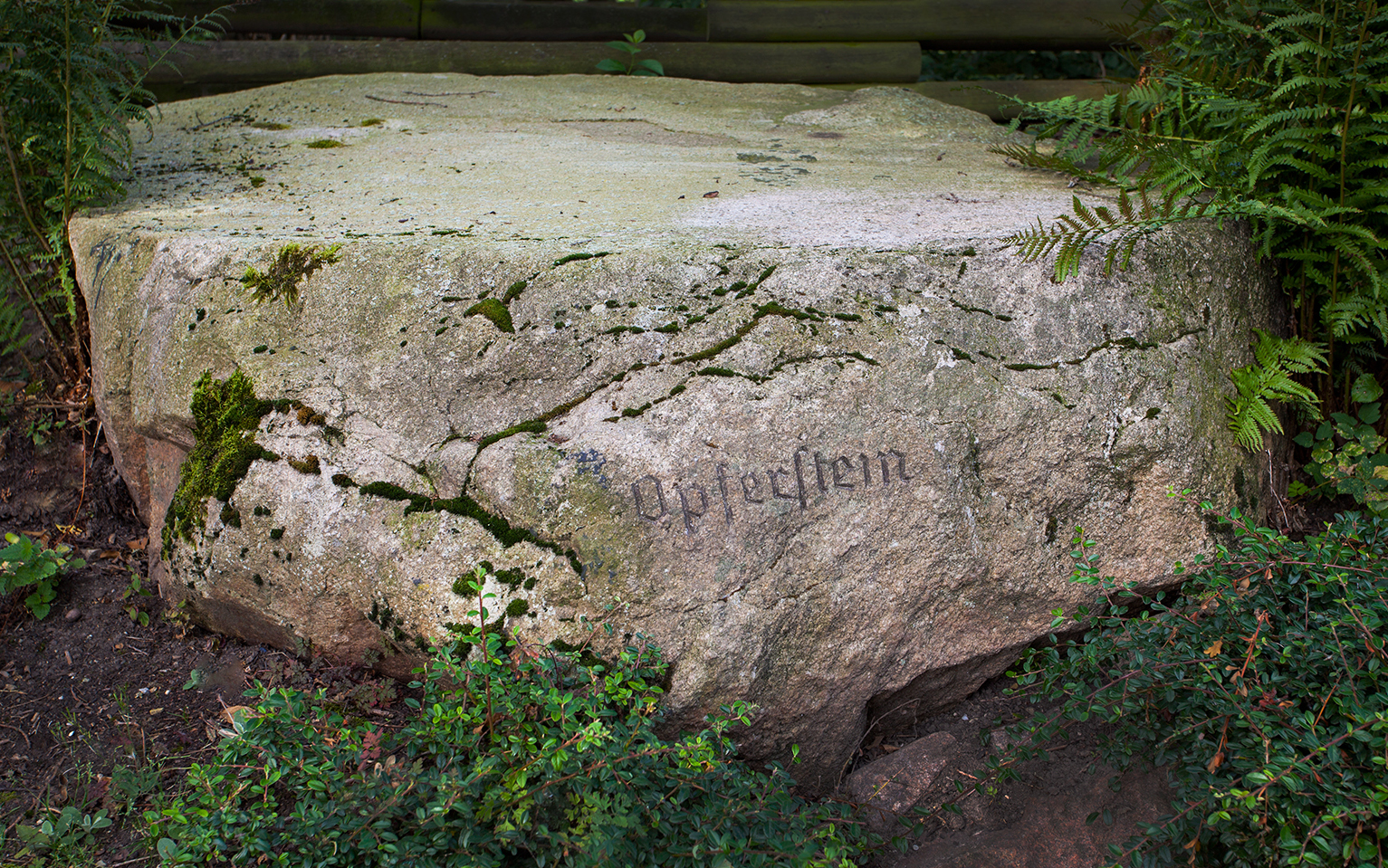
„Opferstein“

- Nach dem Weidenbaum, der im Siek – einer feuchten Niederung – wächst, benannt
- – verbindet Kirchheider Straße und Neue Dorfstraße; Vierenbergstraße nach rechts abzweigend
- Hausnummern: 1 bis 19
  - Nr. 2: ehemals „Oberwüsten 19“
    - die Torbogeninschrift des Bauernhauses lautet Anno 1828 den 21 Junius haben Johann Hennrich Hansz Begemann und Sovie Konradine Johannriken von Bavenhausen dieses Haus lasen bauen d. M. J.B. Deppe – Ein irdisch Haus mein lieber Christ eine kleine Weil deine Herberg ist dasz himmlische o frommer Christ dein ewig Gut und Erbteil ist
    - die Inschrift des Kottens lautet Anno 1842 d 9 April hat Simon Henrich Noltekloke un Friderike Kloke V.P.B. Her du bist meine Sufluch für und für. Auf dich hof meine Sele

  - bei Nr. 7: neuer Standort des „Opfersteins“, ein Granitfindling von etwa 1,8 Meter Durchmesser und mit einer fast kreisförmig-glatt geschliffenen Oberfläche, die in den vergangenen Jahrzehnten Anlass zu Spekulationen und wissenschaftlichen Untersuchungen gab[33]
  - Nr. 9a: „Hof Meierjohan/Held“, ehemals „Oberwüsten 57“
    - die Inschrift lautet An Gottes Segen ist alles gelegen. Anno 1731 den 12 Maius Math Henrich Held und Maria _?_ dis lassen bauen

- Die an den ehemaligen Windberg führende Straße; der „Windberg“ ist der heutige „Boberg“, erst als dort um 1900 eine Windmühle in Betrieb genommen wurde, entstand der Name „Windberg“.
- – zweigt gegenüber Nr. 19 von der Pillenbrucher Straße nach rechts ab
- Hausnummern: 1, 2 und 2a
  - Nr. 1: „Hof Prüsner“, ehemals „Oberwüsten 69“
    - die verlorengegangene Inschrift lautete Anno 1825 D. (Domini) 24 Septber hat Han.Bartol Prüsner und Friederike Hawen dies Haus lasen bauwen. Wer Gott vertraut hat wohl gebaut. Der Meister Herm. Prüsner
- der „Karl-Bachler-Weg“ führt, vom Vierenberg kommend, von der Windbergstraße zur Pillenbrucher Straße
- entlang der Windbergstraße ist das Landschaftsschutzgebiet „Seitenbach der Glimke am Boberg“ ausgewiesen